# Shangri-La Frontier
Pour les articles homonymes, voir Shangri-La (homonymie).
Shangri-La Frontier (シャングリラ・フロンティア～クソゲーハンター、神ゲーに挑まんとす～, Shangurira Furontia ~ Kusogē hantā, Kamigē ni Idoman to su ~) est un web novel japonais écrit par Katarina. Sa publication a commencé sur le site de Shōsetsuka ni Narō en mai 2017. Aucune version imprimée de la série de romans n'a encore été publiée.
Une adaptation en shōnen manga est écrite par Katarina et dessinée par Fuji Ryosuke. Elle est prépubliée depuis le 15 juillet 2020 dans le Weekly Shōnen Magazine, puis publiée en volumes reliés par l'éditeur japonais Kōdansha et totalise 23 volumes au 12 août 2025. La version française est éditée par Glénat à partir du 8 septembre 2021 et contient 16 volumes au 30 mai 2025.
Une première saison d'une adaptation en série télévisée animée par C2C est diffusée d'octobre 2023 à mars 2024. Une deuxième saison est difusée d'octobre 2024 à mars 2025. Une troisième saison a été annoncée.
Un jeu produit par Netmarble et Netmarble Nexus est en développement.

## Synopsis
L'histoire se déroule dans un futur proche, où les jeux utilisant des écrans d'affichage à l'ancienne sont classés comme des jeux rétro, tandis que les jeux VR complets sont devenus monnaie courante. En raison de la généralisation de ces jeux, il existe de nombreux mauvais jeux appelés "bouses": des jeux précipités, pleins de bugs, défectueux, dont les systèmes n'ont pas suivi l'amélioration de la technologie visuelle. Rakurō Hizutome est un "chasseur de bouses", grand admirateur de ces jeux habituellement honteux, auxquels il joue sous le surnom de Sunraku, jusqu'à ce qu'il parvienne à les maîtriser quelle que soit la difficulté due à leurs bugs. Rakurō a terminé le jeu poubelle surdimensionné "Faeria Chronicles Online" et souffre d'une sorte de syndrome d'épuisement professionnel. Sur proposition du propriétaire de son magasin de jeux préféré, "RockRoll", il achète l'excellent et best-seller "Shangri-La Frontier", un jeu VR complet avec 30 millions de joueurs inscrits. Il entre dans le monde de Shangri-La Frontier en tant que Sunraku, son avatar au masque d'aigle, où toutes les compétences qu'il a acquises en tant que chasseur de bouses expert lui seront utiles à mesure qu'il progressera dans le jeu.

## Personnages
Sunraku (サンラク) / Rakurō Hizutome (陽務 楽郎, Hizutome Rakurō)
Voix japonaise : Yūma Uchida (en), voix française : Simon Koukissa-Barney,
Le protagoniste, Rakurō, est un grand passionné de "bouses", au point qu'il en a constitué une collection. Sa performance est affectée par son humeur. Son alias de jeu, Sunraku, est dérivé de son vrai nom; "Sun" remplaçant "Hizu", qui signifie soleil, puis les deux premières syllabes de son prénom "Raku". Dans Shangri-La Frontier, Sunraku est un mercenaire se battant avec deux lames, et portant simplement un masque d'oiseau, car c'était l'équipement le moins cher. Une nuit, il tombe sur l'un des Sept Suprêmes : Lycaon, les Dents de la Nuit. Ce dernier le maudit de sa marque; depuis, Sunraku ambitionne de le vaincre. C'est principalement dans ce but qu'il est devenu l'un des 3 membres fondateurs de la guilde Wolfgang, en compagnie de ses bons vieux compagnons de jeu VR, Kattsuo et Pencilgon. Ayant une chance élevée, Sunraku privilégie l'agilité et l'endurance à la vitalité et aux points de vie. Son niveau est facilement comparable à des joueurs professionnels internationaux, tels que Oikattsuo ou Sylvia Goldberg, notamment grâce à son expérience dans les  "bouses", qui lui offre une grande capacité d'adaptation.
Saiga 0 (サイガー0, Saigā Zero) / Rei Saiga (斎賀 玲, Saiga Rei)
Voix japonaise : Azumi Waki (en), voix française : Lou Viguier,
Rei, en dépit de sa grande timidité, est amoureuse de Rakurō ; elle se rend de temps à autre à RockRoll, pour demander conseil à son amie Mana, la vendeuse du magasin. Shangri-La Frontier est son jeu VR favori : elle y joue en tant que Saiga 0, le guerrier armé de l'épée Sataniel. Quand elle l'utilise avec la compétence "Inversion", cette arme devient Satan, et son armure blanche vire au noir. Elle fait partie des joueurs les plus forts de Shangri-La Frontier, surnomée "Maximum Force", nom qu'elle doit à son attaque dévastatrice "Armageddon", qui est même parvenue à vaincre l'ombre de Lycaon. Elle fait partie de la guilde dirigée par sa sœur ainée Saiga 100, Wolfschwarz, qui a comme objectif de vaincre Lycaon, un des sept suprêmes. Elle sait que Rakurō joue toujours sous le pseudo de Sunraku et veut le rejoindre rapidement après avoir appris qu'il jouait à Shangri-La Frontier.
Arthur Pencilgon (アーサー・ペンシルゴン, Āsā Penshirugon) / Towa Amane (天音 永遠, Amane Towa)
Voix japonaise : Yōko Hikasa, voix française : Audrey Sourdive
Towa est un mannequin hyper célèbre ; la sœur de Rakurō l'admire. Dans Unite Rounds, une bouse où le vol est devenu le meilleur moyen de fourniture, elle est connue comme la Guerrière Crayon, ayant traîné le roi dans la boue et accroché la princesse à un lustre (entre autres hauts faits qui l'ont fait connaître sous le nom d'impératrice dystopique). Elle connaît bien Kattsuo et Sunraku, avec qui elle est devenue pote de jeu. Son avatar de Shangri-La Frontier, Arthur Pencilgon, est un redoutable lancier. Ancien membre de Ashura, une guilde entièrement constituée de PK, Pencilgon décide de se racheter après avoir terrassé, aux côtés de ses vieux frères d'armes, l'un des Sept Suprêmes : Wezaemon, le Gardien du Tombeau. Une fois blanchie, elle fonde Wolfgang et en devient le maître après avoir perdu à pierre-feuille-ciseaux. Elle est très attachée au PNJ de Setsuna, l'ancienne compagne de Wezaemon.
Oikattsuo (オイカッツォ, Oikattso) / Kei Uomi (魚臣 慧, Uomi Kei)
Voix japonaise : Makoto Koichi (en), voix française : Rune Carmes
Kei est un champion catégorie jeux vidéo : bouses, chef-d'œuvre... aucun jeu n'échappe à ses connaissances ; il dispose d'ailleurs d'un fauteuil high tech à casque VR intégré. Pour lui, Sunraku et Pencilgon sont des amis de longue date. Il inclut dans tous ses pseudos (à part quand il joue dans des compétitions en tant que pro-gamer, auquel cas il utilise simpement la lettre K) le mot "kattsuo" signifiant bonite en japonais, car il est composé des mêmes kanjis que son nom. Même si Oikattsuo, son avatar dans Shangri-La Frontier, est une fille, il n'en demeure pas moins un moine et un archéologue; cela fait de lui un guerrier léger et l'Indiana Jones de Shangri-La Frontier. Il mise principalement sur la force et la vitalité. Comme il a déjà joué à des jeux de rodéo, il lui a été facile de dompter Kirin, le destrier robotique de Wezaemon. Il est sans doute le meilleur joueur du Japon dans la catégorie "jeux de baston" mais n'a jamais réussi à décrocher une victoire à l'intouchable Sylvia Goldberg, championne américaine.
Emul (エムル, Emuru)
Voix japonaise : Rina Hidaka, voix française : Karl-Line Heller,
Emul est une lapine vorpaline et le guide du scénario unique <<Invitation du pays lapin >>. Habillée comme le modèle Disney du lapin blanc de Alice au pays des merveilles, elle possède une montre de poche et peut se métamorphoser en jeune fille humaine. C'est également une excellente mage ; Sunraku passe toujours par son intermédiaire pour aller à Rabbit, le pays des lapins vorpalins.
Viceash (ヴァイスアッシュ, Vaisuasshu)
Voix japonaise : Akio Ōtsuka, voix française : Gérard Surugue
Le chef de Rabbit. Viceash est le père de 9 enfants, dont Emul. Il est aussi un forgeron divin : c'est notamment lui qui a révélé les couteaux vorpalins de Sunraku, faisant d'eux les Lames Lapines : Premier Quartier, la lame blanche; et Dernier Quartier, le couteau noir. Grâce à son entraînement, Sunraku a su prouver la grandeur de son esprit vorpalin.
Saiga 100 (サイガ-100, Saiga Handoreddo) / Momo Saiga (斎賀 百, Saiga Momo)
Voix japonaise : Yumiri Hanamori (en), voix française : Ève Reinquin
Momo est la sœur aînée de Rei. Dans Shangri-La Frontier, elle incarne Saiga 100, une épéiste redoutable et le maître de la guilde Wolfschwarz. Quand elle a besoin d'aide, elle fait appel à Saiga 0.
Animalia (アニマリア, Animaria) / Maria Itsukushima (厳島 真里亜, Itsukushima Maria)
Voix japonaise : Sayaka Senbongi, voix française : Julie Mouchel
Depuis toute petite, Maria est une amoureuse des animaux (au dernier degré) ; hélas, elle ne peut pas les câliner dans la vie réelle, et ce à cause de nombreuses allergies. Heureusement, les jeux vidéo lui permettent de distribuer des câlins animaliers sans risque pour sa santé. Dans Shangri-La Frontier, en tant que pionnière, on l'appelle Animalia; cette petite lionne humaine, d'une douceur incomparable envers les monstres, dirige le Zoo de SF, un clan dont elle est le maître et dont les autres membres partagent son amour des bêtes. Animalia est une sorcière, et elle n'a pas peur d'affronter le danger pour quelques captures d'écran avec un monstre, ni même de mourir pour protéger Emul.
Orcelot (オルスロット, Orusurotto)/Kuon Amane
Voix japonaise : Seiichiro Yamashita (en)
Dans la vraie vie, Orcelot est Kuon Amane, le jeune frère de Towa ; dans Shangri-La Frontier, il est le maître de la guilde Ashura. Bien plus tête brûlée que sa sœur, il pique une crise de colère explosive quand il réalise que Pencilgon a trahi la guilde pour pouvoir terrasser Wezaemon, qu'il considère comme la poule aux œufs d'or par excellence.

## Web Novel
Un Web Novel écrit par Katarina est en cours de publication sur le site de Shōsetsuka ni Narō depuis le 19 mai 2017. La série est toujours en cours et compte à ce jour un total de 942 chapitres répartis en 11 arcs narratifs et 8 interludes. Aucune version imprimée de la série de romans n'a encore été publiée.

### Liste des arcs narratifs
Arc 1 : Chapitres 1 à 77
Arc 2 : Chapitres 80 à 131
Arc 3 : Chapitres 132 à 218
Arc 4 : Chapitres 221 à 287
Arc 5 : Chapitres 291 à 370
Arc 6 : Chapitres 371 à 475
Arc 7 : Chapitres 478 à 544
Arc 8 : Chapitres 546 à 625
Arc 9 : Chapitres 628 à 705
Arc 10 : Chapitres 709 à 754
Arc 11 : Chapitres 760 à ——
Ainsi, le chapitre 229 du manga, le dernier paru à la date du 19 juillet 2025, équivaut au chapitre 244 du Web Novel.

## Manga
Shangri-La Frontier est scénarisé par Katarina et dessiné par Fuji Ryosuke. La série débute sa prépublication dans le numéro 33 du Weekly Shōnen Magazine sorti le 15 juillet 2020. L'éditeur Kōdansha publie les chapitres en tankōbon avec un premier volume le 16 octobre 2020, et 23 au 12 août 2025. La version française est publiée par Glénat avec un premier volume le 8 septembre 2021 et 15 au 5 février 2025.

### Découpage des chapitres
L'organisation des arcs narratifs par ordre chronologique (et numéros de chapitre) :
1. Arc Bons baisers d'ici-bas (1 – 46)
2. Arc Loup errant, sois ambitieux ! (47 – 96)
3. Arc Avec la mer pour ciel, traverse la ville des abysses (97 – 212)
4. Arc ??? (213 – ???)

### Liste des volumes
| no | Japonais          | Japonais                                                                 | Français         | Français                                                              |
| no | Date de sortie    | ISBN                                                                     | Date de sortie   | ISBN                                                                  |
| --- | ----------------- | ------------------------------------------------------------------------ | ---------------- | --------------------------------------------------------------------- |
| 1 | 16 octobre 2020   | 978-4-06-521232-5 (édition standard) 978-4-06-521529-6 (édition limité)  | 8 septembre 2021 | 978-2-34-404877-1 (édition standard) 978-2-34-405035-4 (édition Fnac) |
| Liste des chapitres : - Chapitre 1 : Pourquoi tu joues aux jeux vidéos ? (貴方はなんのためにゲームをしますか？, Anata wa nan no tameni ge-mu o shimasu ka?) - Chapitre 2 : L'unique (特異なる者, Tokuinaru mono) - Chapitre 3 : Attaque nocturne du loup noir (黒狼夜襲, Kuro ōkami yashū) - Chapitre 4 : D'unique en unique (連鎖するユニーク, Rensa suru Yunīku) - Chapitre 5 : Se rafraîchir le palais avec une bouse (肥えた価値観をクソゲーで濯ぐ, Koeta kachikan o kusogē de susugu) - Nouvelle : Désert infernal (人外魔境, Jingaimakyō) |                   |                                                                          |                  |                                                                       |
| 2 | 17 décembre 2020  | 978-4-06-521801-3 (édition standard) 978-4-06-521802-0 (édition limité)  | 10 novembre 2021 | 978-2-34-404878-8                                                     |
| Liste des chapitres : - Chapitre 6 : Marche forcée à deux (二羽の強行軍, Ni wa no kyōkōgun) - Chapitre 7 : Tête de piaf et lapin contre requin-taupe (鳥面ｗｉｔｈ兎ｖｓ．鮫土竜, Tori-men uizu usagi vs. Same mogura) - Chapitre 8 : Humain vole, lapin saute (人は飛び、兎は跳ぶ, Hito wa tobi, usagi wa tobu) - Chapitre 9 : Et tu es encerclé par les lances du scandale (かくて汝、騒動の槍衾に囲まれん, Kaku te nanji, sōdō no yaribusuma ni kakomaren) - Chapitre 10 : La reine chevalière de la papeterie (筆記用具の騎士王, Hikkiyōgu no kishiō) - Chapitre 11 : La tempête se déchaîne dans l'œil du cyclone (内向きに荒ぶ台風の目, Uchi muki ni susabu taifū no me) - Chapitre 12 : Déclenchement (状況始動, Jōkyō shidō) - Chapitre 13 : Une action payante (状況結実, Jōkyō ketsujitsu) - Chapitre 14 : Un vestige antique, le perdant aveuglé (神代の残滓、妄執の敗者, Kamiyo no zanshi, mōshū no haisha) - Chapitre 15 : Un capriccio de trois cents secondes, a la recherche d'une chance de victoire (３００リミット狂想曲、勝算を追うもの, San Zero Zero rimitto kyōsōkyoku, shōsan o ou mono) - Nouvelle : Le perdant ne craint pas demain (敗北者は明日を恐れない, Haibokusha wa ashita o osorenai) |                   |                                                                          |                  |                                                                       |
| 3 | 17 mars 2021      | 978-4-06-522220-1 (édition standard) 978-4-06-522219-5 (édition limité)  | 2 février 2022   | 978-2-34-405010-1                                                     |
| Liste des chapitres : - Chapitre 16 : Capriccio de trois cents secondes et fuite calculée (３００リミット狂想曲、勝算を抱え逃げる者) - Chapitre 17 : Walk Like an Egyptian (宙を駆けるは壁画のアレ) - Chapitre 18 : Une forêt aux milles couleurs (華やかなる樹の海) - Chapitre 19 : Une juste cause est une bonne raison (大義名分は有効活用) - Chapitre 20 : Crâne de piaf contre clown araignée (鳥面ｖｓ．道化蜘蛛) - Chapitre 21 : Un petit pillage de tombeau ? Ça vous dit ? (やろうぜ！ 墓荒らし！！) - Chapitre 22 : L'Éclat Véritable (まことのかがやき, Makoto no kagayaki) - Chapitre 23 : L'Acier est grand et je suis tout petit (身の丈を超えるハガネ) - Chapitre 24 : Poings aux couleurs destructrices (徹・拳・色・砕) - Chapitre 25 : Laisser les regrets au passé (後悔はいつも過去にいる) - Nouvelle : Le making-of d'Oikattsuo () |                   |                                                                          |                  |                                                                       |
| 4 | 17 juin 2021      | 978-4-06-523584-3 (édition standard) 978-4-06-523585-0 (édition limité)  | 20 avril 2022    | 978-2-34-405166-5                                                     |
| Liste des chapitres : - Chapitre 26 : Ici ne reposent que des regrets (未練だけがそこにいる, Miren dake ga soko ni iru) - Chapitre 27 : Une vision platonicienne du monde (適材適所の世界観, Tekizaitekisho no sekaikan) - Chapitre 28 : Défier un guerrier inconnu (未知なる武に挑む, Michi naru bu ni idomu) - Chapitre 29 : Splatch (ぷちっと, Puchitto) - Chapitre 30 : Requiem vers l'au-delà (渡すは引導渡るは彼岸, Watasu wa indō wataru wa higan) - Chapitre 31 : Émotions pour un bref instant (1) (刹那に想いを込めて 其の一, Setsuna ni omoi o komete sono ichi) - Chapitre 32 : Émotions pour un bref instant (2) (刹那に想いを込めて 其の二, Setsuna ni omoi o komete sono ni) - Chapitre 33 : Émotions pour un bref instant (3) (刹那に想いを込めて 其の三, Setsuna ni omoi o komete sono san) - Chapitre 34 : Émotions pour un bref instant (4) (刹那に想いを込めて 其の四, Setsuna ni omoi o komete sono yon) - Chapitre 35 : Émotions pour un bref instant (5) (刹那に想いを込めて 其の五, Setsuna ni omoi o komete sono go) - Nouvelle : Le chasseur de bouses se lève tôt (クソゲーハンターの朝は早い, Kusogēhantā no asa wa hayai) |                   |                                                                          |                  |                                                                       |
| 5 | 17 août 2021      | 978-4-06-524483-8 (édition standard) 978-4-06-524502-6 (édition limité)  | 6 juillet 2022   | 978-2-34-405262-4                                                     |
| Liste des chapitres : - Chapitre 36 : Émotions pour un bref instant (6) (刹那に想いを込めて 其の六, Setsuna ni omoi o komete sono roku) - Chapitre 37 : Émotions pour un bref instant (7) (刹那に想いを込めて 其の七, Setsuna ni omoi o komete sono nana) - Chapitre 38 : Émotions pour un bref instant (8) (刹那に想いを込めて 其の八, Setsuna ni omoi o komete sono hachi) - Chapitre 39 : Émotions pour un bref instant (9) (刹那に想いを込めて 其の九, Setsuna ni omoi o komete sono kyū) - Chapitre 40 : Émotions pour un bref instant (10) (刹那に想いを込めて 其の十, Setsuna ni omoi o komete sono jū) - Chapitre 41 : Émotions pour un bref instant (11) (刹那に想いを込めて 其の十一, Setsuna ni omoi o komete sono jū ichi) - Chapitre 42 : Émotions pour un bref instant (12) (刹那に想いを込めて 其の十二, Setsuna ni omoi o komete sono jū ni) - Chapitre 43 : Émotions pour un bref instant (13) (刹那に想いを込めて 其の十三, Setsuna ni omoi o komete sono jū san) - Chapitre 44 : Monde qui avance, héros révélés (進む世界、明かされる英雄, Susumu sekai, akasareru eiyū) - Chapitre 45 : Clarification et grosse artillerie (ケジメとオーバーキル, Kejime to ōbākiru) - Nouvelle : On peut quoi, en une seconde et demie ? () - Crossover avec Tsue no Tsurugi no Wistoria - Nouvelle inédite en collaboration avec Fujino Omori : Hello, Goat ! () |                   |                                                                          |                  |                                                                       |
| 6 | 17 novembre 2021  | 978-4-06-526001-2 (édition standard) 978-4-06-526002-9 (édition limitée) | 12 octobre 2022  | 978-2-34-405413-0                                                     |
| Liste des chapitres : - Chapitre 46 : Le présent et l'après (それぞれの今と次, Sorezore no ima to tsugi) - Chapitre 47 : L'héritage de Wezaemon (ウェザエモンの遺産, Whezaemon no isan) - Chapitre 48 : Le cours de blanchiment de PK du professeur Pencilgon (ペンシルゴン先生によるPKロンダリング教室, Penshirugon-sensei niyoru PK rondaringu kyōshitsu) - Chapitre 49 : Fed-ex, formation et solution (お使いと育成と攻略と, O tsukai to ikusei to kōryaku to) - Chapitre 50 : Métamorphose en mode fashionista (メタモルフォーゼ•ファッショニスタ, Metamorufōze Fasshonisuta) - Chapitre 51 : Walking on the aircleaner (ウォーキング・オブ・ザ・エアクリーナー, U~ōkingu Obu za eakurīnā) - Chapitre 52 : Piaf et lapines contre cœur de squelettes (鳥 with 兎's vs. 合唱髑髏, Tori with usagi VS. gasshō sharekōbe) - Chapitre 53 : Las, les sorciers ! Las, l'armure de papier ! (嗚呼魔法職、嗚呼紙装甲, Ā mahōshoku, ā kami sōkō) - Chapitre 54 : Un objet rare vaut plus qu'une vie (レアアイテムは命よりも重い, Reāitemu wa inochi yori mo omoi) - Chapitre 55 : C'est l'emballage qui compte (アイテムは中身ではなくガワが重要, Aitemu wa nakami de wa naku gawa ga jūyō) - Nouvelle : Visite au tombeau du jardin secret - Speedrun en 1H15'43 () |                   |                                                                          |                  |                                                                       |
| 7 | 17 janvier 2022   | 978-4-06-526603-8 (édition standard) 978-4-06-526604-5 (édition limité)  | 4 janvier 2023   | 978-2-34-405587-8                                                     |
| Liste des chapitres : - Chapitre 56 : Gagner le match, perdre le duel (試合に勝って勝負に負ける, Shiai ni katte shōbu ni makeru) - Chapitre 57 : Un vent de chat et de tumulte (そして猫と騒動の風が吹く, Soshite neko to sōdō no kaze ga fuku) - Chapitre 58 : L'explorateur de l'univers obscur (世界の暗闇を拓く者, Sekai no kurayami o hiraku mono) - Chapitre 59 : Torse-poil et ses joyeux compagnons in golem paradise (半裸と愉快な仲間達inゴーレムパラダイス, Hanra to yukaina nakamatachi in gōremu paradaisu) - Chapitre 60 : À tout moment, le passé peut vous poignarder dans le dos (過去はいつだって背後から刺して来る, Kako wa itsu datte haigo kara sashitekuru) - Chapitre 61 : Une sentinelle inflexible (融通知らずの門番, Yūzūshirazu no monban) - Chapitre 62 : Le bien et le mal se révèlent quand on lève le voile sur l'inconnu (未知は明かされるまで賢愚善悪を秘する, Michi wa akasareru made kengu zen'aku o hisuru) - Chapitre 63 : Réunion dansante, intérêts croisés et zombies (踊る会議、巡る思惑、あとゾンビ, Odoru kaigi, meguru omowaku, ato zonbi) - Chapitre 64 : Réunion qui s'accélère, avidité qui jaillit et différentes pistes (加速する会議、迸る欲望、そしてそれぞれの糸口, Kasokusuru kaigi, hotobashiru yokubō, soshite sorezore no itoguchi) - Chapitre 65 : Sache de qui tu es la marionette ! (誰の掌の上で踊っているのかを知るがいい, Dare no tenohira no ue de odotteiru no ka o shiru ga ii) - Nouvelle : Les habitants des plaines cristallines () |                   |                                                                          |                  |                                                                       |
| 8 | 15 avril 2022     | 978-4-06-527530-6 (édition standard) 978-4-06-527528-3 (édition limitée) | 5 avril 2023     | 978-2-34-405588-5                                                     |
| Liste des chapitres : - Chapitre 66 : Chute libre de toutes créatures, solution au sein de la création (万物は真下へと落ちる、万象は攻略法を秘める, Banbutsu wa mashita e to ochiru, banshō wa kōryakuhō o himeru) - Chapitre 67 : Rêver de l'impossible, puis marcher dans le ciel (人は不可能に夢を見る、いざ空を歩く時, Hito wa fukanō ni yume o miru, iza sora o aruku toki) - Chapitre 68 : Chutes cristallines, sympathie par solitude (水晶の滝、孤高を通じてのシンパシー, Suishō no taki, kokō otsūjite no shinpashī) - Chapitre 69 : Un désir nommé faim (その衝動は、飢餓, Sono shōdō wa, kiga) - Chapitre 70 : Une obsession nommée soif (その執念は、渇望, Sono shūnen wa, katsubō) - Chapitre 71 : Au terme d'une lutte farouche, le désespoir (激闘の果てに、絶望, Gekitō no hate ni, zetsubō) - Chapitre 72 : Genre, faute de grives, on mange des merles (米の代わりにライスを食べる的な, Bei no kawari ni raisu o taberuteki na) - Chapitre 73 : Match nul des ailes jumelles (双翼(そうよく)相打つ, Sōyoku aiutsu) - Chapitre 74 : Celui qui provoque une nouvelle opportunité (新たな潮を招く者, Aratana shio o maneku mono) - Chapitre 75 : Plutôt une prédation qu'un combat (これは戦いではない、捕食者が被捕食者を捕らう狩りである, Kore wa tatakaide wanai, hoshoku-sha ga hi hoshoku-sha o torau karidearu) - Nouvelle : Pourquoi le professeur est-il devenu une petite sorcière dans un monde virtuel ? (Vous avez entre dix et vingt caractères.) ()                        |                   |                                                                          |                  |                                                                       |
| 9 | 15 juillet 2022   | 978-4-06-528432-2 (édition standard) 978-4-06-528433-9 (édition limitée) | 5 juillet 2023   | 978-2-34-405786-5                                                     |
| Liste des chapitres : - Chapitre 76 : Lion à fond contre lapin, crabe couteau à pizza contre phénix (獅子は兎に全力を、蟹は不死鳥にピザカッター, Shishi wa usagi ni zenryoku o, kani wa fushichō ni pizakattā) - Chapitre 77 : Un contre en mode gagner à tout prix (勝てばよかろうなのだカウンター, Kateba yokarou na noda kauntā) - Chapitre 78 : Que faire, que viser, sur quoi compter ? (何をすべきか、何を目指すべきか、何に頼るべきか, Nani o subeki ka, nani o mezasubeki ka, nani ni tayorubeki ka) - Chapitre 79 : Cours, avec ta frustration comme moteur (駆けろ、焦燥を燃料に, Kakero, shōsō o nenryō ni) - Chapitre 80 : Coup de marteau sur la poupée de boue trop habillée (着飾る泥人形に鉄槌を, Kikazaru doro ningyō ni tettsui o) - Chapitre 81 : Puis, le pervers virevoltant rencontra la force maximale (そして宙を舞う変態と最大火力は邂逅す, Soshite chū o mau hentai to saidai karyoku wa kaigō su) - Chapitre 82 : Le flair d'un chien de chasse (猟犬の如く嗅ぎ付けて, Ryōken nogotoku kagisukete) - Chapitre 83 : La flamme de l'ambition (1) (大志の灯火を抱いて 其の一, Taishi no tomoshibi o daite sono ichi) - Chapitre 84 : La flamme de l'ambition (2) (大志の灯火を抱いて 其のニ, Taishi no tomoshibi o daite sono ni) - Chapitre 85 : La flamme de l'ambition (3) (大志の灯火を抱いて 其の三, Taishi no tomoshibi o daite sono san) - Nouvelle : Lutte sans merci contre l'aigle toxique ! (激闘! トキシックイーグル, Gekitō! Tokishikkuīguru)                      |                   |                                                                          |                  |                                                                       |
| 10 | 16 septembre 2022 | 978-4-06-529136-8 (édition standard) 978-4-06-529137-5 (édition limitée) | 4 octobre 2023   | 978-2-34-405901-2                                                     |
| Liste des chapitres : - Chapitre 86 : La flamme de l'ambition (4) (大志の灯火を抱いて 其の四, Taishi no tomoshibi o daite sono shi) - Chapitre 87 : La flamme de l'ambition (5) (大志の灯火を抱いて 其の五, Taishi no tomoshibi o daite sono go) - Chapitre 88 : La flamme de l'ambition (6) (大志の灯火を抱いて 其の六, Taishi no tomoshibi o daite sono roku) - Chapitre 89 : La flamme de l'ambition (7) (大志の灯火を抱いて 其の七, Taishi no tomoshibi o daite sono nana) - Chapitre 90 : La flamme de l'ambition (8) (大志の灯火を抱いて 其の八, Taishi no tomoshibi o daite sono hachi) - Chapitre 91 : La flamme de l'ambition (9) (大志の灯火を抱いて 其の九, Taishi no tomoshibi o daite sono kyū) - Chapitre 92 : La flamme de l'ambition (10) (大志の灯火を抱いて 其の十, Taishi no tomoshibi o daite sono jū) - Chapitre 93 : La flamme de l'ambition (11) (大志の灯火を抱いて 其の十一, Taishi no tomoshibi o daite sono jū ichi) - Chapitre 94 : La flamme de l'ambition (12) (大志の灯火を抱いて 其の十ニ, Taishi no tomoshibi o daite sono jū ni) - Chapitre 95 : La flamme de l'ambition (13) (大志の灯火を抱いて 其の十三, Taishi no tomoshibi o daite sono jū san) - Nouvelle : Quel est l'article du jour ? () |                   |                                                                          |                  |                                                                       |
| 11 | 16 décembre 2022  | 978-4-06-529989-0 (édition standard) 978-4-06-529990-6 (édition limitée) | 3 janvier 2024   | 978-2-34-405902-9                                                     |
| Liste des chapitres : - Chapitre 96 : Une chance unique, plusieurs fois (一期一会を何度でも, Ichigoichie o nandodemo) - Chapitre 97 : Pourquoi joues-tu aux jeux vidéo ? La réponse d'Oikattsuo (貴方はなんのためにゲームをしますか？：オイカッツォの回答, Anata wa nan no tame ni gēmu o shimasu ka? : Oikattso no kaitō) - Chapitre 98 : Pourquoi joues-tu aux jeux vidéo ? La réponse de Pencilgon (貴方はなんのためにゲームをしますか？：ペンシルゴンの回答, Anata wa nan no tame ni gēmu o shimasu ka? : Penshirugon no kaitō) - Chapitre 99 : Une quinte flush avec un joker (ジョーカー混じりのストレートフラッシュ, Jōkā-majiri no sutorētofurasshu) - Chapitre 100 : Attention, cargaison périssable (運送品はナマモノ注意, Unsō-hin wa namamono chūi) - Chapitre 101 : Baleine écarlate contre monstres marins (赤鯨、魚怪と相対す, Aka kujira,-gyo kai to sōtai su) - Chapitre 102 : Contrôle de SAN des vagues déchaînées (荒天荒波SANチェック, Kōten aranami SAN Chekku) - Chapitre 103 : Les dés étaient déjà jetés (既に賽は投げられていた, Sudeni sai wa nage rarete ita) - Chapitre 104 : Adieu la paix... Ville fantôme, anime-toi ! (静謐が終わる、廃都よ賑やかなれ, Seihitsu ga owaru, hai-to yo nigiyaka nare) - Chapitre 105 : Le requin et l'oiseau qui luttent sous l'océan (深淵に抗う鮫と鳥, Shin'en ni aragau same to tori) - Nouvelle : S'échauffer pour une broutille ()                                                                                                   |                   |                                                                          |                  |                                                                       |
| 12 | 16 mars 2023      | 978-4-06-531037-3 (édition standard) 978-4-06-531036-6 (édition limitée) | 17 avril 2024    | 978-2-34-406131-2                                                     |
| Liste des chapitres : - Chapitre 106. Un monde où même les lois de la nature sont inversées (ハンテンするセカイ、コトワリすらも, Hanten suru sekai, kotowari sura mo) - Chapitre 107. Marche limite-limite (リミットリミット・マーチ, Rimitto Rimitto Māchi) - Chapitre 108. La vie aquatique – Arc du roi-poigon (だって水棲だもの 龍王魚編, Datte suiseida mono ryū-gyo-hen) - Chapitre 109. Fileter un poigon (いざ龍魚三枚おろし, Iza ryū-gyo sanmai oroshi) - Chapitre 110. Destruction et fracas, tel un phare dans la nuit (轟音と破壊をビーコンに, Gōon to hakai o bīkon ni) - Chapitre 111. Les Wolfgang sont passés de la mer aux gratte-ciel (そして旅狼(ヴォルフガング)は海から摩天楼へ, Soshite tabi ōkami (Vorufugangu) wa umi kara matenrō e) - Chapitre 112. Une étoile au milieu d'une pluie de météorite (流星雨の一等星, Ryūsei ame no ittōsei) - Chapitre 113. Le bien et le mal en roue libre dans la ville en plein chaos (混沌たる街に正義と悪は駆け巡る, Kontontaru machi ni seigi to aku wa kake meguru) - Chapitre 114. Bref, un jeu basé sur les persos (キャラゲーとはすなわち, Kyaragē to wa sunawachi) - Chapitre 115. Chaos et tornade hivernale mêlés (木枯らし渦巻き混沌を混ぜる, Kogarashi uzumaki konton o mazeru) - Nouvelle : Une vagabonde qui passait par là () |                   |                                                                          |                  |                                                                       |
| 13 | 17 mai 2023       | 978-4-06-531586-6 (édition standard) 978-4-06-531585-9 (édition limitée) | 3 juillet 2024   | 978-2-34-406144-2                                                     |
| Liste des chapitres : - Chapitre 116. Un bref instant de prétention et adieu la lave en fusion (ただ一瞬にて気取るは灼光の限界, Tada isshun nite kidoru wa shakkō no genkai) - Chapitre 117. Au fond, est-ce vraiment un détour ? (果たしてどちらが寄り道か, Hatashite dochira ga yorimichi ka) - Chapitre 118. Fadasses, les boissons énergisantes locales que boit torse-poil (半裸が飲む国産のエナドリは、薄い, Hanra ga nomu kokusan no enadori wa, usui) - Chapitre 119. Soif de sang à cent mètres seconde (秒速百メートルの殺意, Byōsoku hyaku Mētoru no satsui) - Chapitre 120. Ne crains point le tyran (暴君を恐るる事なかれ, Bōkun o osoruru koto nakare) - Chapitre 121. Ô roi des profondeurs, je vais respectueusement te défoncer la gueule (深き海の王よ、ぶちのめし奉る, Fukaki umi no ō yo, buchinomeshi tatematsuru) - Chapitre 122. Cours, grimpe, fais du bruit... dans l'ombre ! (無影にて駆けろ、登れ、そして騒げ, Muyō nite kakero, nobore, soshite sawage) - Chapitre 123. Finalement, qui le ciel punira ? (果たして誰が因果応報か, Hatashite dare ga ingaōhō ka) - Chapitre 124. L'équipe des (crétins) anonymes et cata en vue ! (匿名(馬鹿)野郎Aチーム、そして風雲急, Tokumei (baka) yarō A chīmu, soshite fūun kyū) - Chapitre 125. Se démener pour quelqu'un (service payant) (誰が為の尽力(有料), Daregatame no jinryoku (yūryō)) - Nouvelle : Fondue surprise du chaos, messagère du trépas ()                                                                         |                   |                                                                          |                  |                                                                       |
| 14 | 14 juillet 2023   | 978-4-06-532219-2 (édition standard) 978-4-06-532220-8 (édition limitée) | 2 octobre 2024   | 978-2-34-406451-1                                                     |
| Liste des chapitres : - Chapitre 126. La citrouille hors saison et la chevaleresse qui ne préfère pas la mort (季節外れのカボチャとくっ殺しない女騎士, Kisetsuhazure no kabocha to kukkoro shinai on'na kishi) - Chapitre 127. Funeste parodie, reste fidèle au mal (因縁模倣、汝悪に忠実たれ, In'nen mohō, nanji aku ni chūjitsutare) - Chapitre 128. Sans consentement éclairé (Not インフォームド・コンセント, Not Infōmudo Konsento) - Chapitre 129. Rien ne sert de ne pas tenter l'impossible (掉棒打星、されど振らぬ事には始まらない, Tōbōdasei, saredo furanu koto ni wa hajimaranai) - Chapitre 130. Le fer de lance patauge, la diablesse sourit, le zinzin brille (足掻く先鋒、笑う外道、光る変態, Agaku senpō, warau gedō, hikaru hentai) - Chapitre 131. Tapi dans l'ombre, le vice se rit de la paix (悪辣は陰に潜み平穏を嗤う, Akuratsu wa in ni hisomi heion o warau) - Chapitre 132. Dansez, dansez, dans le théâtre de la cruauté ! (外道劇場にて踊れや踊れ, Gedō gekijō nite odoreya odore) - Chapitre 133. Se montrer encore encore encore encore plus malin (裏の裏の裏の裏をかく, Ura no ura no ura no ura o kaku) - Chapitre 134. Verser des litres d'huile sur le feu (焚き火にガソリンをリットルで, Takibi ni Gasorin o rittoru de) - Chapitre 135. Escalade dans le théâtre de la cruauté (外道劇場ヒートアップ, Gedō gekijō Hīto Appu) - Nouvelle : Mystère ! Le fantôme en drap blanc de Third Rema ()                                                                      |                   |                                                                          |                  |                                                                       |
| 15 | 17 octobre 2023   | 978-4-06-533152-1 (édition standard) 978-4-06-533146-0 (édition limitée) | 5 février 2025   | 978-2-34-406452-8                                                     |
| Liste des chapitres : - Chapitre 136. L'amour a été ta force, mais l'amour te ramollit (恋が貴方を強くした、愛が貴方を追い詰める, Koi ga anata o tsuyoku shita, ai ga anata o oitsumeru) - Chapitre 137. Zorro est arrivé, sans se presser (ヒーローは遅れてやってくる, Hīrō wa okurete yatte kuru) - Chapitre 138. Rien n'arrête un météore (流星は止まらない, Ryūsei wa tomaranai) - Chapitre 139. Le mal anéanti (あくはほろびた！, Aku wa horobita!) - Chapitre 140. Le challenger arrogant - Allumage (傲岸不遜のチャレンジャー：イグニッション, Gōgan fuson no Charenjā: Igunisshon) - Chapitre 141. Le loser à combustion incomplète - Retour de flamme (不全燃焼のルーザー：バックドラフト, Fuzen nenshō no Rūzā: Bakkudorafuto) - Chapitre 142. Le revenger enragé - Burn-out (怒髪衝天のリベンジャー：バーンアウト, Dohatsushōten no Ribenjā: Bānauto) - Chapitre 143. L'invader en feu - Pleins gaz (活火激発のインベーダー：フルスロットル, Katsuka gekihatsu no Inbēdā: Furu Surottoru) - Chapitre 144. Le sprinteur euphorique - Explosion de force (気炎万丈のハイスピーダー：トルクバースト, Kienbanjō no Hai Supīdā: Toruku Bāsuto) - Chapitre 145. Tigre contre dragon - Dead-heat (竜騰虎闘のクロスファイア：デッドヒート, Ryū tōkotō no Kurosufaia: Deddo Hīto) - Nouvelle : Couper les cheveux en quatre () |                   |                                                                          |                  |                                                                       |
| 16 | 15 décembre 2023  | 978-4-06-533887-2 (édition standard) 978-4-06-533892-6 (édition limitée) | 21 mai 2025      | 978-2-34-406636-2                                                     |
| Liste des chapitres : - Chapitre 146. Le casseur chevaleresque - poids mort (義気凛然のブレイカー：デッドウェイト, Gikirinzen no Bureikā: Deddo Ueito) - Chapitre 147. Assaut euphorique - Highlight (意気軒昂のアウトレイジ：ハイライト, Ikikenkō no autoreiji: Hairaito) - Chapitre 148. La téméraire étoile interdite - surchauffe (暴虎馮河のフォビドゥンスター：オーバーヒート, Bōkohyōga no Fobidoun Sutā: Ōbāhīto) - Chapitre 149. Le virtuose des prolongations cale (エンスト・ロスタイムファンタジスタ, Ensuto Rosu Taimu Fantajisuta) - Chapitre 150. Le mal en difficulté (悪の足搔き, Aku no ashi kaki) - Chapitre 151. Le middle reliever au final spectaculaire - prise de finition (堂々終劇のミドルリリーフ：フィニッシュホールド, Dōdō tsui geki no midoru Rirīfu: Finisshu Hōrudo) - Chapitre 152. Passage vigoureux du témoin au dernier relayeur (アンカーへバトンを全力投球, Ankā e baton o zenryoku tōkyū) - Chapitre 153. Le chemin vers la récompense (結実に至る道, Ketsujitsu ni itaru michi) - Chapitre 154. Casser une ombre et enfin, la dépasser (その影を追い、今それを越える, Sono kage o oi, ima sore o koeru) - Chapitre 155. Start your hero time ! (Start your Hero Time !) - Nouvelle. À l'assaut ! Dîner dans les profondeurs ! () |                   |                                                                          |                  |                                                                       |
| 17 | 17 avril 2024     | 978-4-06-535179-6 (édition standard) 978-4-06-535175-8 (édition limitée) | 27 août 2025     | 978-2-34-406637-9                                                     |
| Liste des chapitres : - 156. 星落とし：必殺の先へ? (Hoshi otoshi: Hissatsu no saki e) - 157. 修練と研修の収束? (Shūren to kenshū no shūsoku) - 158. エクストララウンド・パーティータイム！? (Ekusutora Raundo Pātī Taimu!) - 159. 未踏の金鉱山に人は集まる? (Mitō no kin kōzan ni hito wa atsumaru) - 160. たのしいにじかいだいさんじ：前編? (Tanoshī niji kaida isanji: Zenpen) - 161. たのしいにじかいだいさんじ：後編? (Tanoshī niji kaida isanji: Kōhen) - 162. 深淵都市観光兎付き (Shin'en toshi kankō usagi-tsuki) - 163. 海産物合体カイセンオー!!! (Kaisanbutsu gattai kaisen'ō! ! ) - 164. 居心地はネカフェの個室くらい (Igokochi wa nekafe no koshitsu kurai) - 165. 天使に三行半を… (Tenshi ni mikudarihan o…) |                   |                                                                          |                  |                                                                       |
| 18 | 17 juillet 2024   | 978-4-06-536037-8 (édition standard) 978-4-06-536036-1 (édition limitée) | 19 novembre 2025 | 978-2-34-406836-6                                                     |
| Liste des chapitres : - 166. 繋ぐ、繋がる、繋ぎの日 (Tsunagu, tsunagaru, tsunagi no hi) - 167. 四を挟んで五より走る (Shi o hasande go yori hashiru) - 168. 破綻する頂点 (Hatan suru chōten) - 169. 湿気たマッチに火を灯すように (Shikketa matchi ni hi o tomosu yō ni) - 170. 焦燥よりの解放、いざ焦燥を抱え走れ (Shōsō yori no kaihō, iza shōsō o kakae hashire) - 171. 眠る財宝、被る首級、そして帰還するーー (Nemuru zaihō, kōmuru shukyū, soshite kikan suru) - 172. 極点の意味 (Kyokuten no imi) - 173. 倶に天を戴いて 其の一 (Tomoni ten o itadaite sono ichi) - 174. 倶に天を戴いて 其の二 (Tomoni ten o itadaite sono ni) - 175. 倶に天を戴いて 其の三 (Tomoni ten o itadaite sono san) |                   |                                                                          |                  |                                                                       |
| 19 | 17 septembre 2024 | 978-4-06-536776-6 (édition standard) 978-4-06-536777-3 (édition limitée) |                  |                                                                       |
| Liste des chapitres : - 176. 倶に天を戴いて 其の四 (Tomoni ten o itadaite sono yon) - 177. 倶に天を戴いて 其の五 (Tomoni ten o itadaite sono go) - 178. 倶に天を戴いて 其の六 (Tomoni ten o itadaite sono roku) - 179. 倶に天を戴いて 其の七 (Tomoni ten o itadaite sono nana) - 180. 倶に天を戴いて 其の八 (Tomoni ten o itadaite sono hachi) - 181. 倶に天を戴いて 其の九 (Tomoni ten o itadaite sono kyū) - 182. 倶に天を戴いて 其の十 (Tomoni ten o itadaite sono jū) - 183. 倶に天を戴いて 其の十一 (Tomoni ten o itadaite sono jū ichi) - 184. 倶に天を戴いて 其の十二 (Tomoni ten o itadaite sono jū ni) - 185. 倶に天を戴いて 其の十三 (Tomoni ten o itadaite sono jū san) |                   |                                                                          |                  |                                                                       |
| 20 | 15 novembre 2024  | 978-4-06-537743-7 (édition standard) 978-4-06-537744-4 (édition limitée) |                  |                                                                       |
| Liste des chapitres : - 186. 倶に天を戴いて 其の十四 (Tomoni ten o itadaite sono jū yon) - 187. 倶に天を戴いて 其の十五 (Tomoni ten o itadaite sono jū go) - 188. 倶に天を戴いて 其の十六 (Tomoni ten o itadaite sono jū roku) - 189. 倶に天を戴いて 其の十七 (Tomoni ten o itadaite sono jū nana) - 190. 倶に天を戴いて 其の十八 (Tomoni ten o itadaite sono jū hachi) - 191. 倶に天を戴いて 其の十九 (Tomoni ten o itadaite sono jū kyū) - 192. 倶に天を戴いて 其の二十 (Tomoni ten o itadaite sono ni jū) - 193. 倶に天を戴いて 其の二十一 (Tomoni ten o itadaite sono ni jū ichi) - 194. 倶に天を戴いて 其の二十二 (Tomoni ten o itadaite sono ni jū ni) - 195. 倶に天を戴いて 其の二十三 (Tomoni ten o itadaite sono ni jū san) |                   |                                                                          |                  |                                                                       |
| 21 | 17 février 2025   | 978-4-06-538421-3 (édition standard) 978-4-06-538426-8 (édition limitée) |                  |                                                                       |
| Liste des chapitres : - 196. 倶に天を戴いて 其の二十四 (Tomoni ten o itadaite sono ni jū yon) - 197. 倶に天を戴いて 其の二十五 (Tomoni ten o itadaite sono ni jū go) - 198. 倶に天を戴いて 其の二十六 (Tomoni ten o itadaite sono ni jū roku) - 199. 倶に天を戴いて 其の二十七 (Tomoni ten o itadaite sono ni jū nana) - 200. 倶に天を戴いて 其の二十八 (Tomoni ten o itadaite sono ni jū hachi) - 201. 倶に天を戴いて 其の二十九 (Tomoni ten o itadaite sono ni jū kyū) - 202. 倶に天を戴いて 其の三十 (Tomoni ten o itadaite sono san jū) - 203. 倶に天を戴いて 其の三十一 (Tomoni ten o itadaite sono san jū ichi) - 204. 倶に天を戴いて 其の三十二 (Tomoni ten o itadaite sono san jū ni) - 205. 倶に天を戴いて 其の三十三 (Tomoni ten o itadaite sono san jū san) |                   |                                                                          |                  |                                                                       |
| 22 | 16 avril 2025     | 978-4-06-539092-4 (édition standard) 978-4-06-539093-1 (édition limitée) |                  |                                                                       |
| Liste des chapitres : - 206. 倶に天を戴いて 其の三十四 (Tomoni ten o itadaite sono san jū yon) - 207. 我ら人の味方に非ざれど、防波の先陣に立つ (Warera hito no mikata ni hizaredo, bō ha no senjin ni tatsu) - 208. 道は違えど心は同じ (Michi wa chigaedo kokoro wa onaji) - 209. 戦火を嗅ぎつける獣 (Senka o kagitsukeru kemono) - 210. 裏方、あるいは神と呼称される者 (Urakata, aruiwa kami to koshō sa reru mono) - 211. ウルフパック・トランスファー (Urufu pakku toransufaa) - 212. 其は天穹を覇する黄金の失墜を望む者 (Sore wa tenkyuu o ha suru kogane no shittsui o nozomu mono) - 213. リアル・ストロング (Riaru sutorongu) - 214. わるいおおかみ、きれるうさぎ、へんたいねこ (Warui ookami, kireru usagi, hentai neko) - 215. 歴史的正当性を行使した合法半裸及び職人的見地から語る変態の異常性 (Rekishi-teki seitō-sei o kōshi shita gōhō hanra oyobi shokunin-teki kenchi kara kataru hentai no ijō-sei) |                   |                                                                          |                  |                                                                       |
| 23 | 12 août 2025      | 978-4-06-540009-8 (édition standard) 978-4-06-540008-1 (édition limitée) |                  |                                                                       |
| Liste des chapitres : - 216. アンコントロール・モーション (Ankontrōru mōshon) - 217. 有名税は意図せずして (Yūmei zei wa ito sezu shite) - 218. つわものどものゆめのあと (Tsu wa mono domo no yume no ato) - 219. 目的地到達RTA、多分世界記録 (Mokutekichi tōtatsu RTA, tabun sekai kiroku) - 220. 見苦しくも足掻いた噛ませ犬の物語 (Migurushiku mo agaita kama se inu no monogatari) - 221. 案山子ではなく、その一分一秒が歴史となる (Kakashide wa naku, sono ippun ichibyō ga rekishi to naru) - 222. インフォメーションパワー・アタック (Infomeeshon pawaa atakku) - 223. インフォメーション・クロスカウンター (Infomēshon kurosu kauntā) - 224. 手痛い停滞って一体 (Teitai teitai tte ittai) - 225. 強者の代償、されどその目は烈火の如く (Tsuwamono no daishō, saredo sono-me wa rekka nogotoku) |                   |                                                                          |                  |                                                                       |
| 24 | 17 octobre 2025   | 978-4-06-541109-4                                                        |                  |                                                                       |
| — |                   |                                                                          |                  |                                                                       |
| Liste des chapitres : - 226. 黄金の月よ、青く冷たく (Ōgon no tsuki yo, aoku tsumetaku) - 227. 男なら黒に染まれ、その身滅びども (Otokonara kuro ni somare, sono mi horobidomo) - 228. やり込み要素は狂気の沙汰ほど面白い (Yarikomi yōso wa kyōki no sata hodo omoshiroi) - 229. 狼争開幕、最初にガラスをぶち破れ (Ōkami sou kaimaku, saisho ni garasu wo buchi yabure) - 230. 狼争佳境・キレッキレのイニシアチブ (Ōkami kakyo ・ Kirekkire no Inishiachibu) - 231. 狼争増援・服従か、追放か (Ōkami zōen: Fukujū ka, tsuihou ka) - 232. 狼争決着・結局最後は肉体言語 (Ōkami araso ketchaku: Kekkyoku saigo wa nikutai gengo) - 233. スリップ・スラッシュ・スクランブル (Surippu Surasshu Sukuranburu) |                   |                                                                          |                  |                                                                       |

## Anime
Le 7 juillet 2022, une adaptation en série télévisée animée produite par C2C a été annoncée. La série sera réalisée par Toshiyuki Kubooka, avec Hiroki Ikeshita comme assistant réalisateur, Kazuyuki Fudeyasu qui supervise et écrit les scénarios de la série, Ayumi Kurashima qui dessine les personnages et Monaca qui compose la musique. La série est diffusée du 1er octobre 2023 au 31 mars 2024 au Japon sur le bloque de programme Nichigo (ja) du réseau de chaînes JNN incluant MBS TV et TBS TV. Crunchyroll a acquis la licence de la série.
FZMZ interprète le générique du début de la série intitulé Broken Games, tandis que Chico interprète le générique de fin intitulé Ace. FZMZ interprète également le deuxième générique du début de la série intitulé Danger Danger avec la participation de Icy, tandis que Reona (ja) interprète le générique de fin intitulé Gajumaru: Heaven in the Rain (ガジュマル ～Heaven in the Rain～).
Une saison 2 a été annoncée et est diffusée du 13 octobre 2024 au 30 mars 2025,,.
Pour la deuxième saison, LiSA interprète le générique du début de la série intitulé Queen, tandis que Otoha (en) interprète le générique de fin intitulé Anya no Dancer: Dancer in the Dark Night (闇夜のダンサー -Dancer in the Dark Night). Awich interprète le deuxième générique de début de la série intitulé Frontiers, tandis que CVLTE interprète le générique de fin intitulé realitYhurts.
Une saison 3 a été annoncée immédiatement après le dernier épisode de la saison 2. La date de diffusion est encore inconnue.

### Saison 1

#### Arc Bons baisers d'ici-bas
| No | Titre français                                | Titre japonais                       | Titre japonais                                 | Date de 1re diffusion |
| No | Titre français                                | Kanji                                | Rōmaji                                         | Date de 1re diffusion |
| --- | --------------------------------------------- | ------------------------------------ | ---------------------------------------------- | --------------------- |
| 1 | Pourquoi joues-tu aux jeux vidéo ?            | 貴方はなんのためにゲームをしますか？ | Anata wa nan no tame ni gēmu o shimasu ka?     | 1er octobre 2023      |
| [Chapitre 1] Dans un avenir proche, les jeux sur écran seront remplacés par des jeux VR complets. Le marché est bientôt inondé de jeux de mauvaise qualité remplis de bugs connus sous le nom de « jeux de merde ». Un pourcentage de joueurs sont obsédés par l’idée de terminer des jeux trash malgré les problèmes. L'un des "chasseurs de bouses" est Rakurō, qui porte son pseudonyme Sunraku. Sa camarade de classe Rei a le béguin pour lui, mais est trop nerveuse pour lui parler. Après avoir passé des semaines à terminer son dernier jeu, Rakurō souffre d'épuisement mental et est convaincu par le propriétaire du magasin local, Mana, de jouer à un jeu grand public, totalement exempt de bugs, avec 30 millions de joueurs; Shangri-La Frontier. S'en tenant à son style de jeu préféré, Rakurō crée un avatar mercenaire avec des lames jumelles, des bonus de chance supplémentaires et une armure minimale, à l'exception d'un short de bain et d'un masque à tête d'aigle. Choisissant de sauter l'introduction du jeu, Rakurō commence à combattre des monstres en se dirigeant vers la ville de départ Firstia. Avec plus de chance, Rakurō monte de niveau rapidement et est étonné par le gameplay sans problème, décidant finalement de sauter Firstia et d'aller dans la ville plus avancée de Secondil. Le pont est bloqué par le boss serpent de la zone de Firstia, que Rakurō attaque avec un enthousiasme imprudent. L'introduction que Rakurō a ignorée plus tôt révèle que les joueurs peuvent choisir n'importe quel style de jeu, y compris des personnages non combattants tels que des universitaires, des marchands et des agriculteurs.                                                                                |                                               |                                      |                                                |                       |
| 2 | Le seul et l'unique                           | 特異なる者                           | Tokui naru mono                                | 8 octobre 2023        |
| [Chapitres 1-2] Rei, déjà un puissant guerrier de Shangri-La, rend visite à Firstia dans l'espoir de rencontrer Rakurō lorsqu'il commencera le jeu. Elle est déçue quand il n'apparaît pas et suppose que Rakurō a déjà visité Firstia et est parti avant son arrivée. Malgré son expertise dans les combats de boss, Rakurō a failli mourir, ne pas avoir connu le boss serpent nécessite généralement au moins trois joueurs. Sa victoire le promeut au niveau 14, mais sa santé continue de baisser à cause du venin du serpent. Il est obligé de courir jusqu'à Secondil, où le joueur vétéran Reiji l'aide à enregistrer un point de sauvegarde à l'auberge avant de mourir afin qu'il n'ait pas à recommencer la partie. Après sa réapparition, Rakurō se rend compte que son short de bain le fait se démarquer, et pas dans le bon sens, le forçant à acheter une armure normale, bien qu'il garde le masque d'oiseau. Ayant besoin de nouvelles armes, le forgeron l'envoie dans le marais de Diremarsh pour extraire du minerai, ce qui est plus difficile que ce que Rakurō avait d'abord supposé, car la boue réaliste des marais ralentit son mouvement. Désormais équipé de Dagues des Marais, Rakurō ignore les avertissements des forgerons et part à la chasse aux monstres nocturnes. Rei décide de rechercher Rakurō à Secondil, malgré l'improbabilité qu'un nouveau joueur parvienne jusque-là seul. Rakurō rencontre Lycaon les Dents de la Nuit, un monstre unique, d'un niveau si élevé qu'aucun des 30 millions de joueurs n'a jamais vaincu. |                                               |                                      |                                                |                       |
| 3 | Lycaon, les dents de la nuit                  | 黑狼夜襲                             | Kuro ōkami yashū                               | 15 octobre 2023       |
| [Chapitres 3-4] Rei apprend que Rakurō a déjà atteint Secondil. D'autres joueurs remarquent que Rei appartient à l'un des sept clans formés pour chasser les sept bêtes uniques. Dans le cas de Rei, son clan chasse Lycaon. Malgré l'exécution de frappes parfaites sur les points faibles critiques de Lycaon, les jambes de Rakurō sont arrachées mais il jure de trouver et de vaincre Lycaon avant de terminer le jeu. En réapparaissant, il se retrouve maudit par la Marque de Lycaon ; il ne peut pas équiper d'armure ses jambes ou son corps, bien qu'ils soient désormais immunisés contre la magie, il ne peut plus combattre des monstres plus faibles que lui et les PNJ le traiteront différemment. De plus, la malédiction est permanente à moins qu'elle ne soit supprimée par un saint ou en tuant Lycaon. Forcé de retourner à son short de bain, Rakurō rencontre soudainement un scénario unique, Invitation du pays lapin, qu'il accepte, ignorant que le niveau de compétence recommandé est de 80. Dans le scénario, il est félicité par un lapin blanc nommé Emul pour avoir incarné l'esprit du Lapin Vorpalin; attaquer volontairement un ennemi supérieur tout en touchant uniquement les points faibles. Si Lycaon le maudissait, il le marquait en fait comme un adversaire digne, en tant que tel, Rakurō est le premier joueur jamais invité à rencontrer le Roi Lapin Viceash. Un bref flash-back montre que Rei a commencé à jouer au jeu sur les conseils de Mana, sur la promesse que Mana demanderait également à Rakurō de commencer à jouer afin que Rei puisse se rapprocher de lui. |                                               |                                      |                                                |                       |
| 4 | Une bouse pour se remettre les idées en place | 肥えた価値観をクソゲーで濯ぐ         | Koeta kachikan o kusogē de susugu              | 22 octobre 2023       |
| [Chapitres 5-6] Rei ne parvient toujours pas à localiser Rakurō, mais Mana la convainc de continuer à essayer. Rakurō lit les procédures pas à pas en ligne et confirme qu'il est définitivement le premier à rencontrer Viceash. Viceash lui propose un entraînement Vorpalin et l'équipe d'un collier qui réduit ses gains d'expérience de 50% mais augmente ses gains de statut de 250 %. Rakurō est invité de manière inattendue à BEURK, un vieux jeu de merde utilisé comme lieu de rencontre pour les chasseurs de bouses inconditionnels, par son ami en ligne Katzo. Katzo est confus que Rakurō jouerait à un chef-d'œuvre, jusqu'à ce que Rakurō explique sa rivalité avec Lycaon. Katzo envisage également de jouer à Shangri-La, tout comme Arthur Pencilgon, un autre chasseur de bouses et fan de Rakurō. En raison de l'arrivée de nombreux nouveaux joueurs pendant les vacances d'été, Rakurō quitte temporairement le scénario Vorpalin unique pour se concentrer sur l'atteinte de la ville suivante, Thirdrema. Emul l'accompagne en tant que compagnon PNJ afin qu'ils puissent se téléporter à Rabbit à tout moment. Malheureusement, n'ayant jamais été vus auparavant, les joueurs prennent rapidement des photos en voulant savoir comment obtenir un lapin comme Emul. Rakurō confirme que les monstres faibles le fuient désormais. Il choisit plutôt de vaincre le boss de la zone, Mud Digg, afin de pouvoir se rendre à Thirdrema. Malheureusement, Mud Digg vit dans un marais ce qui ralentit encore une fois les mouvements de Rakurō. Cette nuit-là, Rakurō fait un cauchemar dans lequel Emul est un démon qui dévore son personnage lorsqu'il se déconnecte.                                                                |                                               |                                      |                                                |                       |
| 5 | Encerclé par les lances du scandale           | かくて汝、騒動の槍衾に囲まれん       | Kaku te nanji, sōdō no yaribusuma ni kakomaren | 29 octobre 2023       |
| [Chapitres 7-8-9] Rakurō essaie de s'appuyer sur ses compétences mais meurt presque, jusqu'à ce qu'Emul le sauve, réalisant qu'il était tellement habitué au jeu en solo qu'il a oublié qu'Emul était son membre du groupe et qu'il pouvait l'aider à se battre. Après avoir infligé beaucoup de dégâts à Mud-Digg, Rakurō est lancé en l'air pour mourir de la chute extrême qui ne peut être évitée par aucune compétence. Heureusement, Emul le téléporte au-dessus de Mud-Digg, transformant sa chute en un coup de tête surpuissant qui tue Mud-Digg instantanément. Rakurō est satisfait de la victoire mais déçu d'avoir utilisé Emul car elle est plus forte que lui. En approchant de Thirdrema, Emul se déguise en fille humaine, bien que Rakurō ne portant qu'un short attire toujours une attention indésirable. Malheureusement, sa photo s'est répandue et les joueurs savent désormais qu'il possède un PNJ unique et qu'il a combattu Lycaon, ce qui l'a attiré l'attention de Psyger-100, un membre du clan de Rei, Wolfschwartz; ainsi que de nombreux membres d'Ashura, un clan de PK qui tuent d'autres joueurs pour le plaisir. Rakurō est abordé par Animalia, une joueuse obsédée par les animaux qui veut son propre PNJ lapin vorpalin. Soudain, ils tombent dans une embuscade tendue par Arthur Pencilgon, une PK de niveau 99, venue chercher Rakurō. |                                               |                                      |                                                |                       |
| 6 | Le chevalier de la papeterie                  | 筆記用具の騎士王                     | Hikkiyōgu no kishiō                            | 5 novembre 2023       |
| [Chapitres 10-11-12] Rakurō reconnaît Arthur comme une autre chasseuse de bouses. Ils se sont rencontrés dans un jeu de merde post-apocalyptique où les joueurs ignoraient souvent les quêtes principales impossibles pour se concentrer sur la lutte les uns contre les autres pour obtenir des ressources. Arthur s'est frayé un chemin pour devenir reine et le boss final non officiel du jeu, l'impératrice dystopique. En fin de compte, Rakurō l'a tuée dans une mission suicide, commençant leur amitié/rivalité inhabituelle. Arthur a voyagé depuis la 50ème ville de Fifticia pour le tuer. Animalia révèle qu'Arthur est le commandant en second de niveau 99 d'Ashura, spécialisé dans l'assassinat de joueurs de niveau encore plus élevé qu'elle. Pendant qu'ils se battent, Arthur transmet une demande du chef d'Ashura, Orcelot, de partager publiquement comment accéder au scénario unique pour les PNJ lapins vorpalins. Emul ne peut pas conserver sa forme humaine et redevient un lapin. Pour protéger Emul, Animalia attaque Arthur, permettant à Rakurō de se précipiter vers la porte de Thirdrema pour établir un point de réapparition, mais est arrêté par les compagnons assassins d'Arthur. Animalia est vaincue et commence à mourir de magie empoisonnée. De nulle part, Rakurō est sauvé par Rei, ayant finalement appris sa localisation grâce à sa sœur, Psyger-100, grâce à la photo de lui avec la marque de Lycaon. Arthur est ravie de voir Rei, qu'elle connaît dans le jeu sous le nom de Psyger-0, mais la distraction permet à Animalia de l'attaquer avec son sort magique unique. |                                               |                                      |                                                |                       |
| 7 | Vestige antique, désillusion du perdant       | 神代の残滓、妄執の敗者               | Kamiyo no zanshi, mōshū no haisha              | 12 novembre 2023      |
| [Chapitres 13-14] Le sort d'Animalia la tue ainsi qu'Arthur, surprenant les assassins à tel point que Rakurō est capable de s'échapper dans Thirdrema. Rei est ravie: Rakurō lui a brièvement parlé; mais elle blâme les assassins pour le fait que la conversation n'a pas duré plus longtemps et les tue tous. Arthur prend sa perte avec bonne humeur et invite Rakurō à parler plus tard dans le jeu post-apocalyptique, avec son autre ami en ligne Katzo. Rakurō se téléporte à Rabbit pour commencer à jouer le scénario unique. Pour sa première séance d'entraînement, il est obligé de combattre un groupe de Packhounds, tous de niveau 65 ou plus. Rei décide que la prochaine fois qu'elle verra Rakurō dans le jeu, elle lui enverra une demande d'ami. Après être mort sept fois de suite, Rakurō découvre les schémas d'attaque des Packhounds et les tue. Ses adversaires deviennent progressivement plus forts ; un Tentacule Parasite, un Berserker Gobelin, un Dino-sanglier, un Aigle Toxique, une Larve Blindée, une Panthère Exécutive, un Tigre à deux têtes et un Golem. Cela ne le promeut qu'au niveau 31 en raison des points d'expérience réduits du collier vorpalin. Viceash se présente pour assister au dixième combat contre un monstre qu'il a attrapé juste pour Rakurō, Aberration Woodmage niveau 120, un sorcier de type arbre si fort que Viceash n'exige que Rakurō survive 5 minutes pour gagner la manche. |                                               |                                      |                                                |                       |
| 8 | 300 secondes de capriccio                     | 300リミット狂騒曲                    | Sanbyaku rimitto kyōsō kyoku                   | 19 novembre 2023      |
| [Chapitres 15-16-17] Rakurō découvre que le Woodmage est insensible aux attaques physiques, donc tout ce qu'il peut faire est d'esquiver les attaques. Après deux minutes, Rakurō commence à souffrir mentalement et envisage de mourir car il n'y a aucune pénalité pour mourir lors des matchs d'entraînement. Il se dégoûte alors de lui-même, habitué à toujours emprunter le chemin le plus facile vers la victoire dans les bouses. Il réussit à voler le bâton du Woodmage, lui supprimant ainsi sa capacité à utiliser des sorts. Esquiver jusqu'à l'expiration du temps devient plus facile et Rakurō gagne. Woodmage enfreint les règles avec colère et essaie de le tuer, mais Viceash tue Woodmage et donne à Rakurō sa récompense, un titre de citoyen honoraire de Rabbit et la suppression du collier vorpalin gênant. Rakurō est déçu, jusqu'à ce que sa citoyenneté débloque un autre scénario unique, l'Épopée du pays lapin. Comme il contient des instructions compliquées qui nécessitent des recherches sur l'histoire mondiale très détaillée de Shangri-La, Rakurō décide de jouer au jeu principal et de partir à l'exploration pendant un moment. Bien qu'incapable d'équiper des vêtements sur son torse, le frère d'Emul, Peatz, donne à Rakurō une coiffe Keffiyeh avec une robe complète, afin que les assassins ne le reconnaissent pas. Tout en décidant quelle ville visiter ensuite ; Fourfolkshire, Fivelle ou Sixenveldt, Rakurō aperçoit Rei qui le regarde d'un air menaçant. |                                               |                                      |                                                |                       |
| 9 | Une forêt aux milles couleurs                 | 華やかなる樹の海                     | Hanayaka naru ki no umi                        | 26 novembre 2023      |
| [Chapitres 16-17-18-19] Arthur est dégoûtée par la faiblesse d'Ashura et de leur chef Orcelot ; ils étaient de fiers assassins jusqu'à ce que le jeu commence à appliquer des pénalités aux meurtriers. Ils ne sont désormais plus qu'un clan parmi d'autres qui collectent de l'expérience et accumulent de l'équipement. Ashura est également le seul clan à connaître l'emplacement du monstre unique Weathermon le Gardien du Tombeau, mais n'ose pas l'attaquer au cas où il perdrait son précieux équipement. Arthur décide de tuer Weathermon elle-même. Rei surprend Rakurō avec une demande d'ami. Ignorant toujours que Psyger-0 est Rei, Rakurō suppose qu'elle essaie de le manipuler pour accéder au scénario unique et accepte la demande, prévoyant de la manipuler à la place. Devenue amie en ligne, Rei accepte qu'il préfère jouer en solo et le laisse voyager seul vers Fourfolkshire, prévoyant de lui parler plus tard maintenant qu'elle a ses coordonnées. En passant par la forêt prismatique avec Emul, Rakurō est étonné par la variété des monstres de type insectes, étant même témoin d'une bataille entre des impérabeilles et un quadrabée. Après avoir tué le quadrabée affaibli pour ses objets, Rakurō part à la recherche du boss de la zone, Clown Spider. |                                               |                                      |                                                |                       |
| 10 | Un pillage de tombeau pour se motiver !       | やろうぜ、墓荒らし!!                 | Yarō ze, haka arashi!!                         | 3 décembre 2023       |
| [Chapitres 18-19-20-21] Rakurō est incapable d'entrer dans l'arène des boss car d'autres aventuriers tentent actuellement de le battre, Rakurō doit donc attendre son tour. Après avoir vu ces aventuriers mourir, Rakurō affronte Clown Spider et demande à Emul de ne pas l'aider. Après avoir fait tomber Clown Spider de sa toile, il l'affaiblit en lui laissant tomber des rochers, puis il poignarde son point faible critique et le bat sans subir lui-même de dégâts. Sunraku reçoit un e-mail d'Arthur, tout comme Katzo, qui a récemment commencé à jouer au jeu et a déjà vaincu Mud-Digg. Arthur les invite à l'aider à vaincre Weathermon dans deux semaines, au lendemain d'une mise à jour massive qui ajoute de nouvelles missions, de nouveaux personnages et de nouvelles zones à explorer. Rakurō se méfie de ses motivations. Dans le monde réel, Rei est capable de parler à Rakurō, qui se souvient à peine de son nom ou du fait qu'ils fréquentent la même école. Avant de pouvoir révéler qu'elle est Psyger-0, Rakurō se précipite à la rencontre d'Arthur, mais Rei considère que lui parler est un grand succès. Emul est terrifiée par le projet de Rakurō de combattre Weathermon et se précipite pour le dire à son père. Rakurō apprend plus tard pourquoi grâce à Arthur ; dans Shangri-La, si un PNJ meurt, il est mort et disparaît définitivement; si Emul venait à les accompagner, elle ne réapparaîtrait jamais et son rôle dans le scénario unique de Rabbit serait terminé. |                                               |                                      |                                                |                       |
| 11 | L'éclat véritable                             | まことのかがやき                     | Makoto no kagayaki                             | 10 décembre 2023      |
| [Chapitres 22-23] Viceash n'est pas satisfait des plans de Rakuro, mais Rakuro explique qu'Ashura exploite un mécanisme de jeu ; récolter de l'expérience en commençant un combat avec Weathermon, puis en s'enfuyant sans réellement se battre. Arthur prévoit de donner à Weathermon le combat qu'il mérite. Viceash ressent de la sympathie pour Weathermon, maudit d'être un mort-vivant et incapable de rejoindre sa femme dans l'au-delà, alors il garde sa tombe. Lui accorder la mort est donc honorable et fidèle à l'Esprit Vorpalin. Viceash prend les couteaux vorpalins de Rakuro et les "monte" personnellement, combinant l'expérience de Rakuro dans le duel contre Lycaon avec l'armure du Quadrabée, ce qui donne naissance à 2 couteaux uniques : la Lame Lapine Premier Quartier, qui sacrifie la santé pour des frappes puissantes; et la Lame Lapine Dernier Quartier, qui restaure la santé à la même vitesse qu’elle est perdue. Malheureusement, il doit être au niveau 50 pour les utiliser, ce qui signifie qu'il doit monter de 19 niveaux en seulement deux semaines. Arthur l'envoie avec Katzo s'entraîner dans les ferrovestiges, près de Sixenveldt, bien que Rakuro soit confus quand Arthur lui donne une canne à pêche, affirmant qu'il en aura certainement besoin pour survivre aux ruines. |                                               |                                      |                                                |                       |
| 12 | Laissser les regrets au passé                 | 後悔はいつも過去にいる               | Kōkai wa itsumo kako ni iru                    | 17 décembre 2023      |
| [Chapitres 24-25] Après avoir vaincu les robots sentinelles, Rakuro et Katzo suivent la carte compliquée d'Arthur jusqu'à une pièce cachée dans les ferrovestiges, selon la rumeur, conçue pour une mise à niveau rapide. Emul est étonnée par l'explication de Rakuro selon laquelle Katzo est un homme dans un corps de femme. Ils trouvent la pièce, le Lac Étincelant, qui, selon Arthur, contient le monstre Serpent Lifestide. S'il est attrapé avec une canne à pêche, il confère de nombreux points d'expérience. Après avoir traîné le Serpent Lifestide à la surface, Rakuro révèle ses armes temporaires, les épées impérabeilles, fabriquées pour lui par la sœur d'Emul, Biluc, jusqu'à ce qu'il puisse utiliser les Lames Lapines. Après avoir vaincu le Serpent Lifestide, Katzo révèle le Skill-Linking, un mécanisme de jeu de base; ainsi que la possibilité d'obtenir un emploi ou de rejoindre une guilde, tout ce que Rakuro a manqué en sautant le didacticiel de Firstia, rendant le jeu presque inutilement difficile pour lui. Après plusieurs jours, Rakuro et Katzo atteignent respectivement les niveaux 42 et 40, bien que Rakuro cache bêtement son saut de Firstia à Arthur pour éviter tout embarras. Arthur leur donne jusqu'à la pleine lune, la seule fois par mois où ils peuvent parler au PNJ fantôme unique Setsuna de Jadis, qui donne accès à Weathermon. |                                               |                                      |                                                |                       |
| 13 | Ici ne restent que les regrets                | 未練だけがそこにいる                 | Miren dake ga soko ni iru                      | 24 décembre 2023      |
| [Chapitres 26-27] Arthur les conduit à la cachette secrète de Setsuna dans la forêt prismatique. Elle explique que Weathermon se blâme pour sa mort survenue lors d'une stupide dispute conjugale, alors il a scellé sa tombe derrière une barrière alimentée par la magie lunaire, d'où la raison pour laquelle elle n'est accessible qu'une fois par mois lors de la nouvelle lune. Elle espère qu'ils vaincront Weathermon afin qu'ils puissent être à nouveau ensemble. D'après ses vêtements et son langage modernes, Rakuro soupçonne que son histoire impliquait la mort dans le jeu Age of Divinity, et se demande si elle sait quelque chose sur le scénario Vorpalin. Rakuro est conscient que la véritable identité d'Arthur est Towa, un mannequin constamment traqué par ses fans, et soupçonne que cela lui fait ressentir de la sympathie pour Setsuna. Basé sur le style de combat de Weathermon, Rakuro saute le niveau supérieur et entraîne à la place son propre style de jeu non pas dans Shangri-La, mais dans le jeu poubelle BEURK. Là, il rencontre Dragonfly, une joueuse novice pour la première fois. Acceptant un duel, Rakuro montre à Dragonfly comment profiter des bugs. Ailleurs, Rei tente d'écrire une lettre à Rakuro pour lui demander de rejoindre son groupe et de jouer ensemble, mais tout ce qu'elle écrit l'embarrasse donc elle ne lui envoie aucune des lettres. |                                               |                                      |                                                |                       |
| 14 | Et clic                                       | スマッシュ                           | Sumasshu                                       | 7 janvier 2024        |
| [Chapitres 28-29] Dragonfly remporte finalement un duel en utilisant un bug de double coup de poing que Rakuro et les autres joueurs n'ont jamais vu auparavant, les impressionnant car personne n'a découvert de nouveau bug sur BEURK depuis des années. En échange, Rakuro lui montre un bug qu'il a découvert ; Doppleganger, qui crée un clone bug de lui-même en tant qu'allié dans les duels. Dragonfly décide d'inventer un nom pour son nouveau bug. De retour à Shangri-La, Rakuro décide d'essayer le Skill-Linking en rendant visite à l'un des frères et sœurs triplés d'Emul, Eluc, la propriétaire du Skill Gardener à Rabbit. Il acquiert six compétences liées et une compétence vorpaline, sans se rendre compte au départ qu'Eluc est une femelle complètement obsédée par l'argent, et le convainc de dépenser presque toutes ses pièces. Arthur révèle le prochain problème ; puisque Ashura utilise Weathermon pour récolter de l'expérience, il y aura certainement des membres d'Ashura là-bas, le jour du duel, qui ne voudront pas laisser Weathermon mourir. Heureusement, une nouvelle mise à jour a imposé une restriction sur les PK ; si un PK meurt, tout son argent accumulé et certains équipements sont transférés à celui qui l'a tué, le laissant totalement inoffensif lorsqu'il réapparaît. Par conséquent, avant de pouvoir combattre Weathermon, Arthur décide qu'ils doivent complètement détruire Ashura en assassinant tous ses membres. |                                               |                                      |                                                |                       |
| 14.5 | Épisode récapitulatif                         | 特別ボーナスエピソード               | Tokubetsu bōnasuepisōdo                        | 14 janvier 2024       |
| Il s'agit d'un épisode récapitulatif raconté par Rakuro, Katzo, Arthur et Emul. |                                               |                                      |                                                |                       |
| 15 | Émotions pour un bref instant (partie 1)      | 刹那に想いを込めて 其の一            | Setsuna ni omoi o komete sono ichi             | 21 janvier 2024       |
| [Chapitres 30-31-32] Shangri-La subit une mise à jour majeure avec de nouvelles quêtes, cartes et un nouveau titre de poste. Les joueurs remarquent que tous les magasins sont épuisés en objets de résurrection. Rei envoie finalement sa lettre à Rakuro l'invitant à explorer la mise à jour, mais elle reçoit ensuite un message de Psyger-100 indiquant que quelqu'un a révélé l'emplacement du QG d'Ashura, les joueurs organisent donc une attaque de vengeance massive. Rei est obligé d'envoyer rapidement une lettre annulant l'invitation de Rakuro. Les deux lettres laissent Rakuro confus. Emul révèle qu'elle ne peut pas l'accompagner contre Weathermon, mais lui donne un mystérieux collier porte-bonheur qu'elle a fabriqué. Les membres d'Ashura sont anéantis par une armée massive dirigée par Rei, alors Orcelot et quatre PK survivants fuient vers l'arène de Weathermon, mais trouvent l'entrée fermée alors qu'Arthur, Rakuro et Katzo sont déjà à l'intérieur. Orcelot réalise furieusement que sa sœur, Arthur, a trahi Ashura. Alors qu'ils affrontent Weathermon, un samouraï en armure futuriste, ils mettent leur plan à exécution. Arthur a déterminé que Weathermon varie son style de combat par phase, donc la seule façon de gagner est de survivre à toutes les phases et d'espérer que Weathermon se rende. Rakuro prend la phase 1 qui dure 10 minutes, mais il est tué. Katzo le ressuscite rapidement, révélant que c'est Arthur qui a acheté tous les objets de résurrection de chaque ville en préparation pour la bataille. |                                               |                                      |                                                |                       |
| 16 | Émotions pour un bref instant (partie 2)      | 刹那に想いを込めて 其の二            | Setsuna ni omoi o komete sono ni               | 28 janvier 2024       |
| [Chapitres 32-33-34-35] Arthur remet à Rakuro et Katzo les Larmes de Résurrection (quatre par personne depuis qu'elle en a acheté douze pour les extras et les urgences) avant la bataille avec Weathermon, et le Divine Lifesalve qui leur permet de revivre à la moitié de leurs PV maximum (cinq par personne). Elle relaye le plan qu'ils suivront pour vaincre Weathermon. Après avoir survécu à la bataille pendant dix minutes, Wethermon invoque son cheval, une monture tactique nommée Kirin. Ensemble, ils tentent d'empêcher Weathermon de monter Kirin en attirant son attention sur Katzo et en continuant à combattre Weathermon par Rakuro. Dans la phase deux, ils doivent survivre encore dix minutes. Lorsqu'Arthur se rend compte que Rakuro et Katzo sont en difficulté, elle utilise la Balance de Contrepartie, un objet très difficile à acquérir qu'elle a emprunté aux PNJ de la guilde de la Balance d'Or, qui permet de sacrifier des objets coûteux en échange de la possibilité d'accorder des améliorations temporaires de statistiques. Elle dépense toute sa fortune pour 300 points, en donnant 100 à la Chance et à l'Endurance de Rakuro et il réussit à emporter le sabre de Weathermon. Après avoir survécu 20 minutes dans la bataille contre Weathermon, Arthur explique que la dernière fois qu'Ashura a atteint la phase trois de la bataille contre Weathermon, il a déclenché une énorme explosion mortelle instantanée. Cette fois, elle sait que Weathermon est un mort-vivant, alors pendant qu'il prépare son explosion, elle l'asperge d'eau bénite. |                                               |                                      |                                                |                       |
| 17 | Émotions pour un bref instant (partie 3)      | 刹那に想いを込めて 其の三            | Setsuna ni omoi o komete sono san              | 4 février 2024        |
| [Chapitres 35-36-37-38] Alors que Weathermon brûle, Kirin se reconfigure en robot pour combattre Katzo et Arthur qui l'empêchent d'aider Weathermon. Rakuro combat Weathermon seul, mais décide que survivre à une étape supplémentaire de dix minutes est ennuyeux, au lieu de cela, il veut vraiment le vaincre. À ce titre, il équipe le casque Quatre Cornes et ses Lames Lapines puisque l'armure de Weathermon s'effondre à cause de l'eau bénite, ce qui signifie qu'il peut désormais subir des dégâts. Les attaques critiques de Rakuro réussissent à faire tomber Weathermon au sol. Arthur donne à Katzo un objet qui le propulse temporairement au niveau 99, en échange d'une baisse de son niveau réel de 50 à 20 par la suite, dans l'espoir de détruire Kirin, à son grand regret. Weathermon remarque le collier porte-bonheur que Rakuro a reçu d'Emul et arrête brusquement le combat. Il mentionne une personne nommée Alice, un fragment de clé d’identité et la véritable frontière de Shangri La. Ils reprennent le combat, mais Weathermon est désormais beaucoup plus rapide, plus sauvage et révèle de multiples attaques qu'il n'aurait pas utilisées auparavant. Son attaque finale détruit le casque de Rakuro et le tue, mais Weathermon ne remarque pas que Rakuro avait déjà mis en place un autre outil de résurrection à l'avance pour se réanimer instantanément. |                                               |                                      |                                                |                       |
| 18 | Émotions pour un bref instant (partie 4)      | 刹那に想いを込めて 其の四            | Setsuna ni omoi o komete sono yon              | 11 février 2024       |
| [Chapitres 39-40-41-42] Weathermon commence à utiliser le même ensemble d'attaques multiples à plusieurs reprises, se terminant par la même attaque de mort instantanée inévitable, affirmant qu'il ne tombera pas tant que Rakuro n'aura pas dépassé son coup ultime. Rakuro manque rapidement d'objets de résurrection complets, ne laissant que les objets de récupération de santé à 50 %. Rakuro en déduit que la seule façon de gagner est de parer parfaitement l’inévitable attaque instantanée de Weathermon. Arthur et Katzo parviennent à briser l'armure autour de la taille de Kirin, exposant ainsi son point faible critique. En combinant leurs deux attaques les plus puissantes, ils transpercent le point faible et Kirin est détruit, leur permettant de s'effondrer d'épuisement. Rakuro, sans aucun objet de santé, n'a qu'une seule chance de réussir une parade parfaite, sinon la bataille entière sera un échec. Par chance, il enfile son masque d'oiseau d'origine tandis que Weathermon commence son attaque inévitable. En fusionnant ses Lames Lapines en une arme unique, le couteau Croissants Jumeaux, Rakuro augmente ses chances d'effectuer à la fois une parade parfaite et des dégâts critiques. Il se poignarde également, ramenant sa santé à 1, lui permettant d'utiliser une compétence pour augmenter sa vitesse. D’un seul mouvement parfaitement synchronisé, l’attaque inévitable de Weathermon est parée, cassant son sabre et brisant son armure en grand, signalant sa défaite. Weathermon félicite Rakuro pour sa victoire alors que l'arène se remplit de fleurs de cerisier tourbillonnantes. |                                               |                                      |                                                |                       |
| 19 | Monde en marche, héros révélés                | 進む世界、明かされる英雄             | Susumu sekai, akasareru eiyū                   | 18 février 2024       |
| [Chapitres 43-44-45] Weathermon félicite Rakuro pour ses compétences et le nomme Descendant du Frontier, avant de s'effondrer en poussière sur la tombe de Setsuna. Le fantôme de Setsuna les remercie et révèle qu'elle n'est pas réellement la vraie Setsuna, mais qu'elle est une copie parfaite laissée par la vraie Setsuna pour aider Weathermon à trouver la paix, d'où son titre Setsuna de Jadis. Maintenant qu'il peut reposer en paix, le destin de Setsuna est de disparaître, mais elle les charge d'abord de découvrir la vérité derrière le monde en trouvant les Bahamuts, même si elle ne sait pas de quoi il s'agit. Le jeu annonce à tous les joueurs la première défaite d’un monstre unique et le début de la prochaine étape de l’histoire du monde de Shangri-La, dont même les chercheurs en histoire du jeu ignoraient l’existence. Furieux d'avoir été trahis, Orcelot et les autres PK survivants attaquent, dans l'espoir de prendre le butin qu'ils ont obtenu de la défaite de Weathermon, mais Arthur active une capacité « d'invocation d'ami » pour obtenir de l'aide, qui invoque l'amie de Rakuro, Rei. Orcelot et les PK sont tués, transmettant tous les objets rares restants d'Ashura à Arthur. En tant que seul PK restant, Arthur demande à Rei de la tuer dans un duel pour expier ses nombreux meurtres et mettre fin à Ashura pour l'éternité, ce que Rei accepte et la bat au combat. |                                               |                                      |                                                |                       |
| 20 | Le présent et le futur                        | それぞれの今と次                     | Sorezore no ima to ji                          | 25 février 2024       |
| [Chapitres 45-46-47] Après avoir tué Arthur, Rei demande si Rakuro et Arthur sont amants et est soulagée qu'ils ne le soient pas. L'invocation d'ami expire, renvoyant Rei d'où elle vient avant qu'elle puisse demander à rejoindre son groupe. Rakuro récupère l'une des épées d'Arthur que Rei a oublié de ramasser. Chez Utopia Entertainment, la société qui a créé Shangri-La Frontier, tout le monde est paniqué alors que l'histoire du monde appelle Weathermon à être le quatrième monstre unique tué, pas le premier, en particulier les principaux designers mondiaux Tsukuyo et Ritsu, et le responsable marketing Sakai. Viceash est satisfait que Weathermon passe enfin à autre chose et offre à Rakuro la connaissance de la vérité derrière le monde, bien qu'il demande à Rakuro d'aller chercher un récepteur, un positionneur et un émetteur dans un endroit appelé les Tarides sans lumière, bien qu'il ne donne aucune indication sur l'endroit où se trouve ce lieu à Shangri-La. Rakuro découvre que battre Weathermon lui a permis d'atteindre le niveau 78. Il a également reçu le livre <<Gardien du Tombeau, Annales du monde>>, une biographie de la vie de Weathermon; et une liste de ses techniques d'escrime uniques, bien que Rakuro doive acquérir des armes de l'ère des dieux avant de les apprendre. Il reçoit également un stockage d'objets unique qui protégera ses objets même s'il meurt. Il découvre également que l'espace de stockage contient déjà des armures, des armes, des véhicules et d'autres objets, dont la plupart ne peuvent pas être utilisés. Repartant du niveau 1, Arthur dit au revoir à Setsuna avant de partir à la recherche des Bahamuts. Dans la nature, Lycaon continue d'attendre Rakuro. |                                               |                                      |                                                |                       |

#### Arc Loup errant, sois ambitieux!
| No | Titre français                          | Titre japonais                         | Titre japonais                       | Date de 1re diffusion |
| No | Titre français                          | Kanji                                  | Rōmaji                               | Date de 1re diffusion |
| --- | --------------------------------------- | -------------------------------------- | ------------------------------------ | --------------------- |
| 21 | Emplettes, développement et progression | お使いと育成と攻略と                   | Otsukai to ikusei to kōryaku to      | 3 mars 2024           |
| [Chapitres 48-49] En examinant les objets de l'Inventoria, Arthur détermine qu'aucune des armures ne fonctionnera sans un « réacteur à éther non standard », et sans armure, ils ne peuvent équiper aucune des armes. Katzo révèle qu'il a reçu un réacteur comme butin pour avoir vaincu Kirin, mais il est cassé et aucun des forgerons PNJ ne peut le réparer. Rakuro soupçonne que Viceash pourrait le réparer mais avant de le remettre, Katzo demande à savoir comment accéder au scénario unique vorpalin. Rakuro révèle qu'il a combattu Lycaon pendant 5 minutes sans subir de dégâts et Katzo conclut à contrecœur qu'il n'y est pas parvenu de toute façon. Arthur révèle via une série complexe de failles qu'elle a réussi à conserver plusieurs objets malgré sa mort face à Rei, à savoir les écailles de récompense, la biographie de Wethermon, la broche de Setsuna et son arme préférée. Ayant vu combien vaut tuer un monstre unique, ils décident de former un clan, Wolfgang, qui se concentre sur la chasse à tous les monstres uniques au lieu d'un seul comme les autres clans de chasseurs. Un représentant du clan Wolfschwartz les traque mais ils s'enfuient avant qu'il puisse poser des questions. Lorsqu'il essaie de trouver Viceash, il est introuvable, alors Rakuro demande si Biluc est intéressé par une formation pour obtenir le titre d'archéo-forgeron, nécessaire pour réparer le réacteur. Elle accepte après beaucoup de persuasion. |                                         |                                        |                                      |                       |
| 22 | Purificateur d’air ambulant             | ウォーキング・オブ・ザ・エアクリーナー | Wōkingu・Obu・Za・Eakurīnā           | 10 mars 2024          |
| [Chapitres 49-50-51] Pour devenir une archéo-forgeronne, Biluc nécessite une arme légendaire fonctionnelle de l’ère des dieux et une unité d’application magique de la route des gloires passées. Heureusement, le katana Harbinger est disponible à l'Inventoria, mais en tant que copropriétaire de l'Inventoria, Rakuro a besoin de la permission d'Arthur et de Katzo pour que Biluc puisse le démonter. Rakuro décide de se diriger d'abord vers la route des gloires passées, bien que ce soit une longue distance quelque part entre les villes d'Eighdold et Eleventar. Par hasard, les Tarides sans lumière sont proches d'Eleventar où Rakuro doit trouver le récepteur, le positionneur et l'émetteur pour Viceash. Ils traversent le Fourfolkshire jusqu'au Canyon des Âmes Antiques, où la Marque de Lycaon le protège des miasmes et repousse les monstres morts-vivants. Après avoir travaillé ensemble pour vaincre un général Dullahan, Rakuro pille son épée rouillée, la Décapitarice, et la donne à Biluc pour réparation. Après, ils tentent de trouver le boss caché de la zone, quelque part dans les miasmes. |                                         |                                        |                                      |                       |
| 23 | Oiseau et lapins VS chœur de squelettes | 鳥 with 兎s vs 合唱髑髏                | Tori with usagis vs gasshō sharekōbe | 17 mars 2024          |
| [Chapitres 51-52-53-54] Rakuro est intrigué par le fait que les falaises supérieures du canyon sont infestées de scorpions de cristal, dont même Biluc a peur, car les scorpions sont souvent de niveau supérieur à 100. Finalement, ils affrontent le boss de la zone Humming Lich, qui ne peut être endommagé que par des armes sacrées, que Rakuro n'a pas. Biluc propose une solution, alors Rakuro et Emul gardent la Liche distraite mais paniquent lorsqu'elle se divise en 7 squelettes plus petits. En polissant l'épée Décapitatrice avec de l'eau bénite, Biluc enlève la rouille et lui donne un attribut sacré qui la rend également très fragile. Déterminant les modèles d'attaque de chaque squelette, Rakuro en décapite 6, puis travaille avec Biluc pour décapiter la liche originale avec la Décapitatrice, évitant tout juste d'être détruite elle-même. Une fois la liche vaincue, le miasme disparaît, leur permettant de quitter le canyon et d'entrer dans Eighthold. Biluc et Emul se téléportent à Rabbit pour se reposer pendant que Rakuro explore Eighthold, mais dès qu'elles sont parties, il retourne imprudemment vers le canyon, incapable de résister à l'envie de combattre un Scorpion de Cristal. |                                         |                                        |                                      |                       |
| 24 | Un objet rare vaut plus qu'une vie      | レアアイテムは命よりも重い             | Reāitemu wa inochi yori mo omoi      | 24 mars 2024          |
| [Chapitres 54-55-56] Rakuro escalade les parois du canyon et trouve les falaises nidières de quartz. Il est immédiatement attaqué par un scorpion gigantesque entièrement fait de cristal et en quelques instants, il est entouré par des dizaines de scorpions et tué. Il refuse d'accepter la défaite, du moins jusqu'à ce qu'il en ait tiré quelque chose. De retour au nid, il localise un dépôt inhabituel de cristaux noirs qu'il parvient à collecter avant d'être à nouveau tué. Le cristal s'avère être du Lapis adamantin Aroncarès qui a de fortes concentrations de magie. Toujours insatisfait, il revient à nouveau avec un plan. Il trompe d'abord les scorpions pour qu'ils se heurtent les uns aux autres, brisant leurs carapaces dures, puis se téléporte dans Inventoria comme refuge d'urgence. Puis, après le départ des scorpions, il se téléporte à nouveau et récupère les carapaces brisées. En répétant cela, il collecte de grandes quantités de matériaux mais refuse d'abandonner jusqu'à ce qu'il ait récupéré l'un de leurs dards comme trophée. Avec un timing précis, il trompe plusieurs scorpions en les poussant à viser le dard d'un seul scorpion, le cassant. Malheureusement, il rate sa prochaine attaque et manque de peu d'attraper le dard avant d'être tué à nouveau. Découragé, il décide d'arrêter temporairement et de montrer les matériaux à Biluck. Emul craint que Rakuro ne devienne fou par la soif de butin. |                                         |                                        |                                      |                       |
| 25 | Ceux qui chassent l'obscurité           | 世界の暗闇を拓く者                     | Sekai no kurayami o hiraku mono      | 31 mars 2024          |
| [Chapitres 57-58] Biluck admet que les cristaux sont plus adaptés aux bijoux magiques qu'aux armes. Heureusement, elle connaît l'un des meilleurs bijoutiers pour ce travail, Darchatgnan. Malheureusement, pour faire parvenir les bijoux à Darchatgnan, Biluck est obligée d'appeler l'hyperactif Aramis, vice-capitaine de Catseria, le royaume des Cait-Sith. Ayant besoin de repos, Rakuro se déconnecte et finit par ignorer les messages d'Arthur et Katzo pour se rencontrer pour quelque chose d'important. Il retourne voir Biluck et découvre que, comme les Cait-Sith sont connus pour voler les clients, elle a tout raconté au roi de Catseria à propos de Sunraku, qui a répondu en lui offrant tout le soutien de Catseria sous la forme d'Aramis en tant que membre du groupe. Biluck explique ainsi à Rakuro qu'en raison de sa reconnaissance par Lycaon et de la mort de Weathermon, Sunraku est désormais politiquement aussi puissant qu'un royaume entier, ce qui présente certains avantages, mais comporte le risque que s'il ne fait pas attention, une guerre à grande échelle puisse se déclencher par accident. Sunraku décide d'explorer enfin Eightdort, mais même déguisé, il est immédiatement reconnu par une "petite sorcière" à la voix masculine grave qui s'avère être le professeur, maître de Bibli, le clan de joueurs qui collecte les traditions et l'histoire de Shangri-La. En tant que première personne de l'histoire à avoir vaincu un monstre unique, il espère former un partenariat avec Sunraku pour découvrir la véritable signification du monde de Shangri-La Frontier. |                                         |                                        |                                      |                       |

### Saison 2

#### Arc Loup errant, sois ambitieux! (suite)
| No | Titre français                                                    | Titre japonais                               | Titre japonais                                                      | Date de 1re diffusion |
| No | Titre français                                                    | Kanji                                        | Rōmaji                                                              | Date de 1re diffusion |
| --- | ----------------------------------------------------------------- | -------------------------------------------- | ------------------------------------------------------------------- | --------------------- |
| 1 (26) | Semi-nudisme et amis in golem paradise                            | 半裸と愉快な仲間達inゴーレムパラダイス       | Hanra to yukaina nakamatachi in gōremu paradaisu                    | 13 octobre 2024       |
| [Chapitres 59-60-61] Sunraku, Emul, Biluc et Aramis atteignent la Voies des Gloires Révolues sous une construction artificielle de l'Âge des Dieux qui ressemble à une cage thoracique géante. En entrant, ils sont attaqués par un Golem Machine qu'Aramis détruit. Avant de pouvoir récupérer, ils sont attaqués par un Golem boulet de canon géant, qui crache constamment des bombes. Sunraku remarque que les bombes préfèrent chasser Emul et Aramis en raison de leurs capacités de combat de niveau beaucoup plus élevé, alors lui et Biluc s'attaquent au Golem, qui est facilement vaincu en utilisant le nouveau Décapitateur amélioré du général Dullahan. De son corps, Rakuro récupère une Idole Explosive, un petit fétiche qui explosera comme une grenade s'il est touché assez fort. Estimant que l'Âge des Dieux a pris fin à cause de la guerre, Sunraku examine la zone comme s'il s'agissait d'un champ de bataille, ce qui le dirige directement vers l'atelier de fabrication souterrain où devrait se trouver l'unité d'application magique. À l'insu de Sunraku, ils sont suivis par Arthur et Katzo, qui décide de tendre une embuscade à Sunraku pour avoir ignoré leurs messages et s'être lancé dans une quête dans leur dos. Dans le monde réel, Mana essaie d'aider Rei à parler à nouveau à Sunraku en leur vendant tous les deux des exemplaires d'un tout nouveau jeu trash, disant même à Rei de s'y mettre déjà. |                                                                   |                                              |                                                                     |                       |
| 2 (27) | L'inflexible gardien                                              | 融通知らずの門番                             | Yūzū shirazu no monban                                              | 20 octobre 2024       |
| [Chapitres 61-62-63] Arthur et Katzo capturent Sunraku, après avoir compris qu'il préparait quelque chose grâce à tout le butin des scorpions de cristal d'Inventoria. Ils acceptent d'aider à trouver l'unité d'application magique, car elle les aidera à utiliser les objets inutilisables d'Inventoria. Ils descendent dans l'atelier et battent un robot de sécurité. Arthur révèle l'arme qu'elle a dû abuser des failles pour conserver après sa mort antérieure, la lance sacrée Caledfwlch, l'une des cinq armes de héros de Shangri-La. L'Atelier se révèle être un laboratoire scientifique. Sunraku trouve l'hologramme d'un monstre et se demande s'il est responsable de la destruction des civilisations de l'Âge des Dieux. Après avoir trouvé l'unité, Arthur et Katzo l'envoient avec Biluc afin qu'elle puisse commencer à travailler pour devenir une archéo-forgeronne. Ils forcent ensuite Sunraku à retarder son scénario unique car ils ont besoin de lui pour les affaires de WolfGang à Eighthold. Cette entreprise s’avère être Animalia et son clan d’amoureux des animaux, le Zoo de Shangri-La, tous voulant avoir leur propre PNJ lapin. Comme ils n'ont pas pu trouver Sunraku pour lui demander, ils sont devenus une foule sauvage harcelant constamment Arthur et Katzo. Voyant maintenant Sunraku, la foule l'assaille à la place, donnant à Arthur et Katzo une paix bien méritée. |                                                                   |                                              |                                                                     |                       |
| 3 (28) | Intensification de la réunion et avidité en toute amitié          | 加速する会議、迸る欲望、そしてそれぞれの糸口 | Kasoku suru kaigi, hotobashiru yokubō, soshite sorezore no itoguchi | 27 octobre 2024       |
| [Chapitres 63-64-65] Sunraku jette Emul aux membres du Zoo de Shangri-La, puisqu'elle est celle qu'ils veulent. Psyger-100 et le Professeur arrivent pour une rencontre entre les clans Wolfgang, Wolscharz, SF-Zoo et Bibli. Psyger-100 veut des informations sur Lycaon et est prêt à supprimer la malédiction de Lycaon de Rakuro en échange. Rakuro est réticent à révéler Rabbit au Zoo de Shangri-La au cas où cela causerait des problèmes à Viceash. Au lieu de cela, il ne parle que de Lycaon et ils théorisent que les bêtes légendaires ne pourraient être battues que s'ils commencent d'abord leur scénario unique associé ; comme avec la quête unique de Weathermon et Setsuna. Le professeur révèle les seules autres bêtes légendaires connues ; le kraken Ctarnidd des Abysses, le dragon d'or Siegwurm le souverain du ciel et Orchestra l'écho , espèce inconnue. Arthur vend la biographie de Weathermon au professeur pour 100 000 000 d'or. Sunraku informe Psyger-100 de tout ce dont il se souvient sur Lycaon. Animalia demande à savoir comment SF-Zoo peut obtenir un accès complet à Rabbit. Sunraku est étonné que l'accès à Rabbit soit courant via la quête Tour de Rabbit, mais une fois la quête terminée, les joueurs ne sont jamais autorisés à revenir, donc SF-Zoo veut seulement savoir comment y être autorisé quand ils le souhaitent. Emul répond que l'accès permanent ne pouvait être accordé que par son frère aîné Aydward, roi de Rabbit. Arthur demande à former une alliance entre leurs quatre clans.                                                                                                   |                                                                   |                                              |                                                                     |                       |
| 4 (29) | Rêver l'impossible, fendre le ciel                                | 人は不可能に夢を見る、いざ空を歩く時         | Hito wa fukanō ni yume o miru, iza sora o aruku toki                | 3 novembre 2024       |
| [Chapitres 65-66-67] Les clans acceptent l'alliance. Katzo pense que Sunraku a commis une erreur en divulguant des informations sur Lycaon. Arthur se méfie de l'accès de SF-Zoo à Rabbit, ce qui pourrait être désastreux. Sunraku retourne aux falaises de cristal, toujours déterminé à piller un dard de scorpion. Malheureusement, son astuce de téléportation dans Inventoria échoue, les scorpions le tuent et il se rend compte que les administrateurs du jeu ont découvert son astuce et ont rendu les scorpions plus intelligents pour compenser. Il découvre bientôt une nouvelle façon de potentiellement les battre, mais doit d'abord passer au niveau supérieur pour débloquer la capacité de saut, Sky-Walker. Biluc découvre que l'unité d'application magique est en fait un casque qui lui permet de comprendre comment les armes héritées ont été forgées. Elle espère fabriquer une nouvelle arme légendaire à partir de cristaux de Scorpion. S'ennuyant des lames jumelles, Sunraku lui demande quelque chose de différent. Sunraku vend une poupée abandonnée par le Golem Cannonball à Peatz et est étonné d'apprendre qu'elle est calquée sur Denier Sword, une pièce de collection précieuse. Avec l'argent, Rakuro achète à Emul un nouveau livre de sorts qu'ils testent en combattant un autre général Dullahan. Cela lui permet de débloquer Sky-Walker. La prochaine fois qu'il entrera dans le nid de cristal, il incitera une douzaine de scorpions à le poursuivre. En utilisant Sky-Walker, il saute en sécurité, mais les scorpions ne peuvent pas s'arrêter à temps et tombent de la falaise jusqu'à leur mort.     |                                                                   |                                              |                                                                     |                       |
| 5 (30) | La faim comme impulsion, la soif comme obsession                  | その衝動は、飢餓 その執念は、渇望            | Sono shōdō wa, kiga sono shūnen wa, katsubō                         | 10 novembre 2024      |
| [Chapitres 68-69-70] Malgré la mort des scorpions, Sunraku ne sait pas pourquoi son statut reste « Au combat ». Il est soudainement attaqué par un immense Scorpion de Cristal doré ; une sous-espèce rare connue comme un monstre doré qui se nourrit des autres scorpions de cristal. Malgré son armure plus faible, ce scorpion géant est plus grand, plus rapide et plus intelligent. Sunraku évite de peu d'être aspergé de poison en entrant dans Inventoria. Cela donne une idée à Sunraku; alors il équipe ses lames Impérabeille, qui émettent de l'acide corrosif pour endommager Goldy entre ses plaques de blindage. Goldy se guérit en absorbant l'énergie de la lune. Sunraku se souvient que la lune était également importante pour le scénario de Weathermon et Setsuna, et commence à se demander s'il y a quelque chose de spécial dans la lune de Shangri-La. Sunraku arrête la guérison de Goldy en attaquant avant qu'il ne puisse absorber le clair de lune, aveugle ses yeux et coupe avec succès son dard qu'il envoie à Inventoria comme trophée. Leur combat attire d'autres scorpions qui attaquent Goldy, lui coupant une griffe. Avec son Idole Explosive, Sunraku coupe l'autre griffe. Désormais sans défense, Sunraku perce le crâne de Goldy, le vainc et saute instantanément de 20 niveaux, passant du 79 au 99. Il déclare que Shangri-La Frontier est le plus grand jeu auquel il ait jamais joué. |                                                                   |                                              |                                                                     |                       |
| 6 (31) | Après la victoire, le désespoir                                   | 猛攻撃後の絶望                               | Mō kōgeki-go no zetsubō                                             | 17 novembre 2024      |
| [Chapitres 71-72] Biluc, maintenant promue archéofogeronne, est stupéfaite lorsque Rakuro lui donne les griffes dorées, le dard et le cœur de cristal pour fabriquer des armes. Elle révèle qu'elle a réparé le réacteur à éther ; alors Rakuro se précipite dans Inventoria pour essayer l'armure légendaire. Malheureusement, il se rend compte que tout son travail n’a servi à rien puisque même avec le réacteur, il ne peut toujours pas équiper d’armure à cause de la marque de Lycaon. Réalisant qu'Arthur et Katzo n'auraient pas ce problème, Rakuro décide de garder le réacteur pour s'assurer qu'ils ne pourront pas essayer l'armure avant lui, puisqu'il a fait l'essentiel du travail. Il se déconnecte pendant un moment et, après s'être disputé avec sa sœur Rumi, décide de jouer à un autre jeu, Nephilim Hollow, où les joueurs pilotent des robots géants en duel. Pilotant son robot, Kingfisher, Rakuro est défié par Super Ballman dans son robot, Bound Dog, puisque Rakuro l'a humilié en duel la dernière fois qu'il a joué au jeu. Bien qu'il doive réapprendre à piloter Kingfisher, Rakuro remporte le duel. Rakuro est alors défié par son ancienne rivale, Rust, le champion en titre de longue date de Nephilim Hollow. La dernière fois qu'ils se sont rencontrés, Rakuro l'a à peine battue pour un match nul, laissant le championnat indécis. |                                                                   |                                              |                                                                     |                       |
| 7 (32) | Ailes jumelles, match nul                                         | 双翼相打つ                                   | Sōyoku aiutsu                                                       | 24 novembre 2024      |
| [Chapitres 73-74-75] Rust défie Rakuro en duel avec son robot, Tourteraile. Elle détruit Kingfisher mais n'est pas satisfaite, car Rakuro n'a plus de pratique et n'a pas non plus mis à jour Kingfisher avec de nouvelles pièces. Rakuro promet de mettre à jour Kingfisher pour une autre revanche. Ballman souligne que Rust n'a pas non plus mis à jour Tourteraile depuis leur dernier match, car elle garde obstinément le même robot jusqu'à ce que quelqu'un la batte. Ballman révèle que le secret de la force de Rust réside dans son subordonné Mold, qui peut analyser les mouvements de son adversaire en temps réel et l'aider à réagir plus vite. Rakuro décide de capturer un nouveau robot sauvage ajouté au jeu il y a quelques semaines, car peu de gens ont encore combattu avec eux. Après avoir travaillé toute la nuit à le mettre à jour, Rakuro confronte Rust avec le nouveau robot, Fiddler Crab. Rust et Mold ne comprennent pas pourquoi Fiddler Crab est lourdement blindé, lent et a une pince de crabe comme arme principale, alors que Tourteraile est conçu pour la vitesse et les attaques à longue portée. Rakuro active un mode d'invisibilité, déroutant Rust car elle peut toujours voir les flammes de ses propulseurs. Elle déclenche une explosion massive pour le perdre de vue dans la fumée. Rakuro apparaît soudainement derrière elle et, avec sa pince de crabe, lui coupe le bras droit. |                                                                   |                                              |                                                                     |                       |
| 8 (33) | Lion déchaîné contre lapin, crabe virtuose de la roulette à pizza | 獅子は兎に全力を、蟹は不死鳥にピザカッター   | Shishi wa usagi ni zenryoku o, kani wa fushichō ni pizakattā        | 1er décembre 2024     |
| [Chapitres 75-76-77] Mold détermine que Rakuro a remplacé ses jambes de fusée par des jambes anti-gravité afin qu'il n'y ait pas de flammes que Rust pourrait suivre. Rust défie Rakuro au corps à corps et lui coupe la pince de crabe, mais Rakuro la charge avec les lames de scie circulaire cachées dans son dos, détruisant Tourteraile. Rust exige un autre duel pour régler leur record de victoires/défaites/nul, mais Rakuro admet qu'il reviendra à Shangri-La pour travailler sur ses robots. Rust n'arrive pas à croire que Shangri-La possède des robots pilotables, alors elle propose d'échanger des informations sur les robots en échange du secret du scénario unique de Ctanidd des Abysses. Rakuro est d'accord mais doit d'abord demander la permission à Arthur et Katzo. En voyant l'équité de cette révélation de Rust dans la quinzième ville de Shangri-La, Fifticia, il est possible de commencer la quête "Le maître des Abysses" qui implique un navire fantôme et un monstre marin, bien que Rust n'ait jamais pris la peine de démarrer la quête. Rakuro est reconnaissant pour l'information et propose de se battre à nouveau contre Rust une fois qu'elle aura construit un nouveau robot. Rust révèle sournoisement qu'elle a déjà un nouveau robot dans son stockage d'objets, Cendrimonie, contre lequel Rakuro accepte avec enthousiasme de se battre immédiatement. Pendant ce temps, Emul rencontre son frère aîné, Circlou, qui révèle qu'un joueur humain a été reconnu digne par Siegwurm le Maître des Cieux, la jeune femme Akane Akitsu.                                                                    |                                                                   |                                              |                                                                     |                       |
| 9 (34) | Cours, ta frustration comme moteur                                | 駆けろ、焦燥を燃料に                         | Kakero, shōsō o nenryō ni                                           | 8 décembre 2024       |
| [Chapitres 78-79] Rakuro a du mal à accepter qu'un autre joueur ait été reconnu par un monstre unique et invité à Rabbit. En particulier, il craint qu'Akane Akitsu ne partage publiquement les informations qu'il a gardées pour lui sur l'épopée Vorpaline. C'est aussi un problème sur lequel il ne peut pas se concentrer actuellement puisqu'il doit arriver à Fifticia à 8 heures du matin pour que Rust et Mold puissent l'aider à démarrer le scénario unique de Ctanidd. Il soudoie Emul pour qu'elle reste à Rabbit et le contacte dès qu'Akane Akitsu arrive pour rencontrer Viceash. Biluc donne à Rakuro les armes qu'il voulait fabriquer à partir du scorpion doré ; des gantelets pour le combat au corps à corps, appelés Gilta Brille. Réalisant qu'il a besoin d'aide, Rakuro tend la main au joueur le moins susceptible de l'interroger ; Psyger-0, alias Rei, qui organise joyeusement sa rencontre à Eleventar de l'autre côté des Ruines des Gloires Passées. Cela signifie que Rakuro doit vaincre le boss de la zone pour y arriver à temps ; le boss géant fait de ferraille de machines de l'ère des dieux, Overdress Golem. Heureusement, sa faiblesse est très connue du public ; en grimpant sur son dos jusqu'à la tête, il est possible de le vaincre en seulement 1 minute. Équipant Gilta Brille, Rakuro décide d'établir un nouveau record de vitesse en battant Overdress en moins de 60 secondes. Pendant ce temps, Rei arrive à Eleventar une heure plus tôt et reste là à effrayer les gens. |                                                                   |                                              |                                                                     |                       |
| 10 (35) | Le flair du chien de chasse                                       | 猟犬の如く嗅ぎ付けて                         | Ryōken nogotoku kagitsukete                                         | 15 décembre 2024      |
| [Chapitres 80-81-82] Animalia rencontre Arthur en secret. Rakuro bat Overdress en 59 secondes. Rakuro demande de l'aide à Psyger-0 pour traverser les Lightless Barrens. Rei explique que Lightless Barrens est un champ de bataille de l'ère des dieux. Là, Rakuro voit un bras géant coupé et se demande si lui et la cage thoracique géante des Gloires Passées appartenaient au monstre de l'hologramme de l'atelier. Il réfléchit également aux paroles de Setsuna sur les Bahamuts et se demande si trouver la vérité derrière le monde repose sur la défaite des 7 Suprêmes. Concernant la Marque de Lycaon, ils discutent d'Eristella, une PNJ sainte qui peut supprimer les malédictions. Rei demande à Rakuro de l'appeler Rei au lieu de Psyger-0. Rakuro est d'accord mais ne réalise pas que Psyger-0 est Rei Saiga avec qui il va à l'école. Rei lui montre un raccourci vers le chef de zone. Rakuro se souvient avoir eu besoin d'un récepteur, d'un positionneur et d'un émetteur des Tarides pour Viceash. Finalement, il se rend compte qu'ils sont perdus et Rei est trop gênée pour admettre qu'elle a oublié l'itinéraire. Animalia et le zoo de Shangri-La apparaissent soudainement, révélant qu'en échange d'argent, Arthur leur a expliqué comment déclencher le scénario unique de Lycaon et recevoir l'invitation à Rabbit. Rakuro se demande pourquoi ils sont dans les Tarides alors que Lycaon apparaît près de Secondil. Animalia lui rappelle que le zoo de Shangri-La est composé d'experts en animaux et qu'ils ont prédit les mouvements de Lycaon. Rakuro est stupéfait lorsque Lycaon apparaît soudainement du ciel. |                                                                   |                                              |                                                                     |                       |
| 11 (36) | La flamme de l'ambition Partie 1                                  | 大志の灯火を抱いて 其の一                    | Taishi no tomoshibi o daite sono ichi                               | 22 décembre 2024      |
| [Chapitres 83-84-85] Animalia est capable d'utiliser un sort unique pour immobiliser Lycaon pendant 60 secondes. Selon Arthur, il suffit de le frapper 100 fois pour obtenir le scénario unique. Rakuro est perplexe, car Emul lui a dit qu'incarner l'âme du Lapin Vorpalin débloquerait le scénario unique. La lune disparaît soudainement et Rakuro comprend pourquoi Lycaon est surnommé les Dents de la Nuit : il peut utiliser les ténèbres comme une arme. Les ténèbres prennent forme sous la forme d'un second Lycaon capable de se téléporter entre les ombres. Rakuro réalise que c'est ainsi qu'il a perdu son premier combat. L'ombre de Lycaon tue Animalia et le Zoo de SF, libérant Lycaon. Rakuro aspire désespérément à leur revanche tant attendue, mais il ne peut pas risquer que Rei déclenche elle-même le scénario unique et transmette le secret à Schwarzwolf. De plus, il doit encore atteindre Fifticia. Il envisage de saboter le combat, pour que Lycaon les tue tous les deux et que le scénario unique reste secret. Rei s'inquiète de n'avoir jamais vu Rakuro aussi sérieux, et pourtant, quelque chose le retient de se battre. Incertaine de ce qui se passe, elle lui rappelle néanmoins ce qu'il lui a dit un jour : « Profite ». Rakuro comprend qu'elle a raison et n'arrive pas à croire qu'il ait failli se laisser entraîner par des conflits interclaniques et à envisager de mourir volontairement. La joie au cœur, il forme un groupe avec Rei et ils attaquent Lycaon ensemble. |                                                                   |                                              |                                                                     |                       |
| 12 (37) | La flamme de l'ambition Partie 2                                  | 大志の灯火を抱いて 其の二                    | Taishi no tomoshibi o daite sono ni                                 | 29 décembre 2024      |
| [Chapitres 85-86-87-88] Rakuro remarque que l'ombre a des schémas d'attaque plus simples : apparaître, attaquer une fois, puis disparaître. Restant à la lumière de la lune, Rakuro parvient à l'esquiver. Lycaon démontre qu'il peut également se déplacer à travers les ombres, et Rakuro est contraint d'utiliser son astuce d'Inventoria. Rakuro réalise que Lycaon comprend les paroles, ce qui signifie qu'il a écouté tout ce qu'ils disent et appris leurs stratégies. Rei révèle qu'elle possède une attaque ultime, mais pour l'utiliser, elle doit frapper Lycaon dix fois. Rakuro équipe Girtablulu pour garder les Lycaons concentrés sur lui pendant que Rei lance ses dix attaques. La lune disparaît derrière les nuages, accélérant l'ombre et forçant Rakuro à retourner à Inventoria où il a une idée. La malédiction de Lycaon l'empêche d'équiper son corps d'armure, mais Inventoria contient d'autres équipements qu'il peut utiliser. Il retourne au combat avec le casque Adebane et le robot de combat Suzaku. Rei, déconcertée, porte son quatrième coup. Suzaku vaporise les nuages, révélant la lune et limitant les mouvements de l'ombre. Rei commence à croire qu'elle et Rakuro pourraient vaincre Lycagon à elles seules. Cependant, après son cinquième coup, Lycaon la projette contre un mur. Non loin de là, Emul traverse Gloires Passées à toute vitesse, accompagnée de Sirclou et d'Akitsu Akane, certaine d'avoir déjà rencontré Rakuro et impatiente de le revoir. |                                                                   |                                              |                                                                     |                       |
| 13 (38) | La flamme de l'ambition Partie 3                                  | 大志の灯火を抱いて 其の三                    | Taishi no tomoshibi o daite, sono san                               | 5 janvier 2025        |
| [Chapitres 85-89-90-91] Rakuro essaie de distraire Lycaon, mais il l'ignore pour attaquer Rei. Elle est apparemment tuée, mais Akitsu Akane sauve Rei avec une technique de ninja. Voyant des cicatrices sur son visage, Rakuro pense que Siegwurm a maudit Akitsu Akane comme Lycaon lui a fait. Il l'ajoute rapidement, avec Sirclou et Emul à son équipe, bouleversant Rei, jalouse. Lycaon continue de la cibler, ne lui donnant aucune occasion de guérir. Akitsu Akane fait référence au duel Rakuro dans le jeu de poubelle Beurk, ce qui fait que Rakuro réalise qu'Akitsu Akane est en fait Dragonfly. Rakuro se rend compte qu'ils ne font pas de dégâts à Lycaon, comme s'il était couvert par une barrière magique, donc il a conçu un sort pour endommager les fantômes. Lycaon cesse de chasser Rei pour esquiver le sort et Rakuro confirme que Lycagon doit être un esprit, expliquant comment il peut se déplacer dans les ombres. Lycaon commence à cibler Emul, forçant Rakuro à la protéger, car les PNJ comme elle meurent en permanence. Suzaku commence à manquer de carburant qui risque les nuages couvrant à nouveau la lune. Rei décroche sa dixième attaque, lui permettant de commencer son ultime attaque. Rakuro se rend compte que pendant que Rei prépare ,elle est vulnérable, ce qui signifie qu'ils doivent la protéger jusqu'à ce qu'elle soit terminée, tandis que la lune disparaît derrière un autre nuage. |                                                                   |                                              |                                                                     |                       |
| 14 (39) | La flamme de l'ambition Partie 4                                  | 大志の灯火を抱いて 其の四                    | Taishi no tomoshibi o daite, sono shi                               | 12 janvier 2025       |
| [Chapitres 91-92-93-94] Avec une attaque à souffle à feu qu'elle a apprise de Siegwurm, Akitsu Akane illumine la zone, ne laissant à l'ombre de Lycaon aucune zone pour apparaître. Rakuro révèle que Girtablulu a également une attaque ultime, la capacité de générer une balle cristalline massive. Il tire la balle, causant des dommages massifs à Lycaon, mais les PV de Rakuro tombent à 1. Rei frappe enfin Lycaon avec son ultime attaque, Armageddon. D'une manière ou d'une autre, il survit, mais à la confusion de tout le monde, il n'attaque pas, mais sourit, se dissout dans la brume et disparaît. Tout le monde reçoit le nouveau titre, un nouvel état, et un scénario unique étendu pourtant il n'y a pas d'annonce de système pour la défaite de Lycagon, ce qui signifie qu'il est toujours en vie. Rakuro se rend compte qu'ils ne combattaient pas Lycaon et une ombre, mais deux ombres. Le vrai Lycagon est ailleurs et regarde leur bataille. Rei est de toute façon heureuse car ils sont quand même les premiers à avoir vaincu une ombre de Lycaon. Pendant une fraction de seconde, Rei fait penser à Rakuro à une fille avec laquelle il va à l'école. Les cicatrices de Rakuro commencent à briller et il espère que la malédiction sera levée pour pouvoir équiper une armure. Soudain, une tête de Lycaon cartoonesque apparaît et l'avale. |                                                                   |                                              |                                                                     |                       |
| 15 (40) | La flamme de l'ambition Partie 5                                  | 大志の灯火を抱いて 其の五                    | Taishi no tomoshibi o daite, sono go                                | 19 janvier 2025       |
| [Chapitres 94-95-96] La tête de Lycaon le recrache. Le véritable Lycagon le traquera désormais lui-même. La malédiction ne peut plus être levée par un Saint. Il peut désormais s'équiper d'une armure, mais celle-ci se dégradera lentement, à son grand dam. Rakuro découvre qu'ils seront dirigés directement vers Lycaon s'ils s'en rapprochent. Tout le monde accepte le scénario unique étendu. Rakuro se souvient qu'il est censé se rendre à Fifticia et vainque rapidement le boss de zoner. À Fifticia, Rakuro rencontre le Sage de l'Éveil, qui offre à tous les joueurs de niveau 99 et plus l'Arcanum, un bonus de compétence qui améliore certaines statistiques mais en diminue d'autres selon le style de combat. Rakuro reçoit l'Arcane du Fol ; ses compétences de combat se rechargeront deux fois plus vite, ce qui lui permettra de les utiliser plus souvent, mais en contrepartie, il sera plus vulnérable à certaines attaques et les potions de soins perdront de leur efficacité. Rei est surprise que Rakuro dispose de l'extension de niveau 99, qui n'est accordée qu'aux joueurs ayant vaincu un monstre de niveau 100 ou plus. C'est une étape essentielle pour supprimer sa limite de niveau et permettre à ses capacités de progresser à l'infini. Ailleurs, Kthaanid attend patiemment au fond de l'océan. |                                                                   |                                              |                                                                     |                       |

#### Arc Avec la mer pour ciel, traverse la ville des abysses
| No                          | Titre français                                                           | Titre japonais                                   | Titre japonais                                                | Date de 1re diffusion |
| No                          | Titre français                                                           | Kanji                                            | Rōmaji                                                        | Date de 1re diffusion |
| --------------------------- | ------------------------------------------------------------------------ | ------------------------------------------------ | ------------------------------------------------------------- | --------------------- |
| 16 (41)                     | Pourquoi joues-tu aux jeux vidéos ? (réponses)                           | 貴方はなんのためにゲームをしますか？：彼らの回答 | Anata wa nan no tameni geemu o shimasu ka ? : karera no kaitō | 26 janvier 2025       |
| [Chapitres 97-98]           |                                                                          |                                                  |                                                               |                       |
| 17 (42)                     | Une quinte flush avec joker                                              | ジョーカー混じりのストレートフラッシュ           | Jōkā majiri no sutorēto furasshu                              | 2 février 2025        |
| [Chapitres 96-99-100]       |                                                                          |                                                  |                                                               |                       |
| 18 (43)                     | Baleine écarlate vs monstres marins                                      | 赤鯨、魚怪と相対す                               | Aka kujira,-gyo kai to sōtai su                               | 9 février 2025        |
| [Chapitres 100-101-102-103] |                                                                          |                                                  |                                                               |                       |
| 19 (44)                     | Adieu la paix, réveille-toi, cité fantôme                                | 静謐が終わる、廃都よ賑やかなれ                   | Seihitsu ga owaru, hai-to yo nigiyaka nare                    | 16 février 2025       |
| [Chapitres 103-104-105-106] |                                                                          |                                                  |                                                               |                       |
| 20 (45)                     | Un filet nommé dragon                                                    | いざ龍魚三枚おろし                               | Iza ryū-gyo sanmai oroshi                                     | 23 février 2025       |
| [Chapitres 107-108-109-110] |                                                                          |                                                  |                                                               |                       |
| 21 (46)                     | Wolfgang, de la mer aux gratte-ciel                                      | そして旅狼(ヴォルフガング)は海から摩天楼へ       | Soshite tabi ōkami (Vorufugangu) wa umi kara matenrō e        | 2 mars 2025           |
| [Chapitres 111-112-113]     |                                                                          |                                                  |                                                               |                       |
| 22 (47)                     | Un éclat aussitôt apparu, aussitôt disparu                               | ただ一瞬にて気取るは灼光の限界                   | Tada isshun nite kidoru wa shakkō no genkai                   | 9 mars 2025           |
| [Chapitres 114-115-116-117] |                                                                          |                                                  |                                                               |                       |
| 23 (48)                     | Soif de sang à cent mètres seconde                                       | 秒速百メートルの殺意                             | Byōsoku hyaku Mētoru no satsui                                | 16 mars 2025          |
| [Chapitres 117-118-119-120] |                                                                          |                                                  |                                                               |                       |
| 24 (49)                     | Avec tout mon respect, je vais te mettre une raclée, roi des profondeurs | 深き海の王よ、ぶちのめし奉る                     | Fukaki umi no ō yo, buchinomeshi tatematsuru                  | 23 mars 2025          |
| [Chapitres 120-121-122-123] |                                                                          |                                                  |                                                               |                       |
| 25 (50)                     | Crétins anonymes et catastrophe en vue                                   | 匿名(馬鹿)野郎Aチーム、そして風雲急              | Okumei (baka) yarō A chīmu, soshite fūun kyū                  | 30 mars 2025          |
| [Chapitres 124-125-126]     |                                                                          |                                                  |                                                               |                       |

## Produits dérivés

### Jeu vidéo
Le 7 juillet 2022, un jeu vidéo développé par Netmarble Nexus et édité par Netmarble a été annoncé.

### Collaborations
Du 21 mars au 11 avril 2024 une collaboration est mise en place avec le jeu vidéo The Eminence in Shadow: Master of Garden. L'interface du jeu est mise à jour aux couleurs de Shangri-La Frontier. Sunraku et Arthur Pencilgon rejoignent la liste des personnages jouables pour une durée limitée, ainsi que OiKattsuo à partir du 28 mars. Un scénario spécial intitulé Trash-Game Hunter Meets Shadow met en scène Sunraku, Pencilgon, OiKattsuo, Cid/Shadow, Alpha et Delta, perdus dans un monde de MMORPG en réalité virtuelle, devant s'unir pour vaincre Weathermon et rejoindre leurs mondes d'origine. Un mini-jeu de course, Shadow Dash, avec OiKattsuo, Pencilgon et Sunraku est également intégré.
De plus, dans le tome 5 de Shangri-La Frontier se trouve une seconde nouvelle inédite, nommée "Hello, GOAT !" et annonçant un futur crossover entre Shangri-La Frontier et Wistoria: Wand and Sword. Une autre nouvelle inédite annonçant ce crossover peut également être trouvée dans le tome 2 de Wistoria.

## Réception
La série s'est classée 11e sur la liste des « meilleurs mangas sélectionnés par les libraires au Japon » en 2021 (全国書店員が選んだおすすめマンガ, Zenkoku-sho ten'in ga eranda osusume komikku 2021) établie par le site Web du Honya Club,.
Le manga remporte le Prix du manga Kōdansha dans la catégorie « Meilleur shōnen » pour sa 47e édition en 2023.